# Club Deportivo Godoy Cruz Antonio Tomba
El Club Deportivo Godoy Cruz Antonio Tomba es una institución polideportiva de Godoy Cruz, provincia de Mendoza, Argentina. Fue fundado el 1 de junio de 1921 con el nombre de Club Sportivo Godoy Cruz, aunque adoptó su actual nombre el 26 de septiembre de 1933, luego de fusionarse con el Club Bodega Antonio Tomba, entidad que fue fundada en 1899 por los obreros de la histórica bodega con el auspicio de Antonio Tomba. Actualmente se desempeña en la Primera División de Argentina desde su ascenso en la temporada 2007-08.
Su estadio, el Feliciano Gambarte, se encuentra en Godoy Cruz. Cuenta con un aforo de 21000 espectadores.
Es uno de los denominados cuatro clubes grandes del fútbol mendocino; a nivel nacional, es el club mendocino que más temporadas jugó en Primera División con un total de dieciocho participaciones; además es el primer y hasta la fecha, el único club de la región cuyana que ha participado en torneos internacionales con un total de siete participaciones.
Su clásico rival es Andes Talleres Sport Club, con quien disputa el «clásico de potrerito», el cual no se disputa profesionalmente desde 1993. Otras rivalidades tradicionales provinciales son las que mantiene con Independiente Rivadavia y San Martín (M). También mantiene una rivalidad interprovincial con San Martín de San Juan, el cual se denomina «Clásico de Cuyo».
Ocupa el 26.º puesto entre los equipos con más puntos en la tabla histórica de la era profesional del fútbol argentino.
Además de fútbol —deporte por el cual ha obtenido un amplio reconocimiento—, Godoy Cruz ha incursionado a través de su historia en diversos deportes, destacándose en el básquet, balonmano, hockey sobre patines y vóley, como las principales actividades.

## Historia

### Fundación
Godoy Cruz nació como institución en 1921. Todo comenzó cuando un grupo de amigos, reunidos en el «Bar Victoria» (ubicado enfrente de la plaza departamental en ese entonces), decidieron fundar un club, aprovechando el auge que había en la época. Fue así como nació, el 1 de junio de 1921, el Club Sportivo Godoy Cruz con la presidencia novicia de Romero Garay.
Los fundadores, desde un comienzo, se propusieron realizar un proyecto ambicioso que abarcara la práctica de distintas disciplinas: tales como el fútbol —deporte de enorme crecimiento en toda la región—, pesas para hacer gimnasia, ajedrez y boxeo. Justamente a partir de este último deporte —hoy en día Mendoza es una de las principales en esta materia— se inició en el club un personaje que la historia pondría en un lugar lleno de protagonismo: Feliciano Gambarte. En octubre de 1921, Gambarte se transformó en el entrenador físico de boxeo, y hoy el estadio de fútbol del club lleva su nombre muy bien puesto, ubicado en la calle Balcarce del departamento de Godoy Cruz.

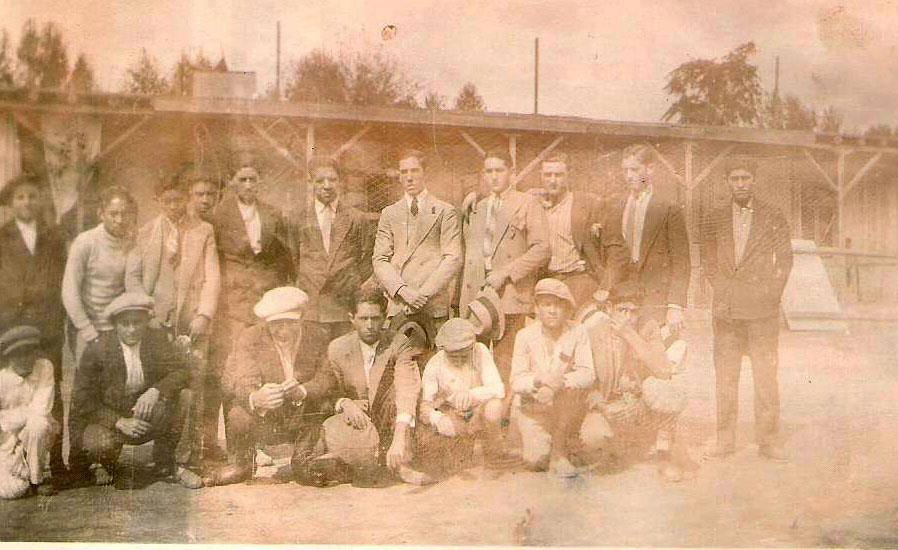
Los Socio-fundadores del Club Sportivo Godoy Cruz, que a su vez, fueron jugadores de la entidad.

### Primeros pasos
Al año siguiente, los socios y futbolistas, luego de disputar una serie de amistosos, dieron nota de que ya era hora de comenzar a profesionalizar dicho deporte; y así fue como el Club Sportivo Godoy Cruz se afilió a la «Liga Mendocina de Fútbol». Godoy Cruz fue uno de los clubes fundadores de la entidad madre del fútbol de la provincia. Comenzó la competición en la Segunda División y al año siguiente obtuvo el ascenso a Primera, lugar que nunca perdió a lo largo de toda su historia, siendo con orgullo el único equipo mendocino que no ha sufrido ningún descenso a nivel local. Ya establecido como una institución, el fútbol seguía acaparando nuevos seguidores y de esta manera Godoy Cruz crecía en afición y en protagonismo en los torneos de la «Liga Mendocina». El Club Sportivo Godoy Cruz fue el primero de los clubes en salir de la provincia para disputar encuentros amistosos con rivales de provincias cercanas, en giras que devolvían resultados positivos que engrandecían a Mendoza.
A raíz de esto, la comisión directiva decidió dar un importantísimo paso: el de conseguir cancha propia. Así, la «Bodega Antonio Tomba» cedió unos terrenos que tenía destinado a establos para sus caballos y carretas, y de esta manera en el año 1923 Godoy Cruz tuvo su primera cancha oficial en el cruce de las calles Las Heras y Juan José Castelli, en el departamento local. El partido inaugural se disputó el 1 de noviembre en el marco de una fiesta inolvidable contra el Atlético Palmira, el encuentro terminó en un apasionante 4-4.

### Fusión
Durante el año 1930 se concretó la fusión entre el Club Sportivo Godoy Cruz y el Club de la Bodega Antonio Tomba. Esta alianza fue producto de la necesidad de unificar el esfuerzo de dos instituciones arraigadas en el departamento que se unieron para formar un club más proyección: el Club Sportivo Godoy Cruz Tomba, encabezada esta primera comisión por Dardo García. Producto de esta unión, el crecimiento siguió siendo incesante, a tal punto que la entidad se afilió a la «Federación Mendocina de Básquet». Feliciano Gambarte llegó a la presidencia, y comenzaron los duelos barriales en los estadios de fútbol con sus vecinos de Andes Talleres Sport Club. Tiempo después, en 1941, el club pasa a llamarse Club Deportivo Godoy Cruz Antonio Tomba, y hasta la fecha, es el nombre adoptado por la institución.

### Club Atlético Mendoza
El 9 de agosto de 1996, algunos directivos de Godoy Cruz Antonio Tomba intentaron una fusión definitiva con el Club Atlético Chacras de Coria —quien disputaba el torneo «Argentino B» en ese momento—, para disputar el «Nacional B», nombrado Atlético Mendoza y/o Godoy Cruz-Chacras.
La razón de esta unión de ambos clubes fue por una idea del presidente tombino Julio Vega, que por los problemas financieros del club, inició los contactos con Eduardo Bauzá —hijo del reconocido político mendocino—, presidente de Chacras de Coria, para una fusión temporal con probabilidad de hacerlo a largo plazo.
Después de llegar a un acuerdo, quedó concretada finalmente la alianza entre Godoy Cruz y Chacras de Coria por una temporada —1996-97—.
Este proyecto nació de las conversaciones mantenidas por Independiente Rivadavia y Godoy Cruz, que intentaban una alianza económica, que con el correr del tiempo se fue disminuyendo por distintos motivos, uno de ellos fue por el rechazo de ambas aficiones.
Para la temporada siguiente, Atlético Mendoza fue disuelto y Godoy Cruz Antonio Tomba siguió como tal compitiendo el «Nacional B». Desde que Atlético Mendoza estaba vigente, se utilizó la camiseta tradicional de Godoy Cruz, teniendo de proveedor la indumentaria británica «Reebok»; la diferencia se reflejó en el bordado de dos escudos, el del Tomba y el del conjunto lujanino.

### Centenario
Godoy Cruz Antonio Tomba festejó sus 100 años de su fundación el 1 de junio de 2021. Previamente al centenario del club, se prepararon festejos desde las cercanías del Estadio Feliciano Gambarte y en barrios de cada parte de Mendoza, con una exhibición de fuegos artificiales que inició a las 00 horas.
Antes de la medianoche, se transmitió un programa especial por el canal mendocino «Acequia TV», dedicado al club, dónde los tombinos participaban desde Twitter con el hashtag #CienAñosDeAmor que llegó a ser trending topic a nivel nacional.

En el transcurso del día, se realizó una caravana hacia el Feliciano Gambarte, que a pesar de las restricciones debido a la pandemia del COVID-19, participaron más de 10 000 hinchas en los festejos.
Como motivo de homenaje por sus 100 años, Godoy Cruz tuvo sus camisetas de edición 'centenario'; antes de terminar su vínculo con el club en diciembre de 2020, la indumentaria española «Kelme» lanzó a la venta una camiseta en su reconocimiento; también la empresa mendocina «Knock» hizo una casaca en honor al "Tomba". Además, el proveedor vigente del club, «Fiume Sport», lanzó a la venta, días antes del aniversario, dos remeras en condecoración, una con los colores tradicionales y una blanca con un diseño clásico.

### Participación futbolística

#### Liga Mendocina de Fútbol
- 1921-1930

El 6 de noviembre de 1921 el Club Sportivo Godoy Cruz jugó su primer partido, en forma amistosa, cuando enfrentó y venció por 1-0 al Club Correos y Telégrafos —entidad desaparecida—. El encuentro tuvo lugar en el estadio que tenía el club, en lo que hoy es la Plazoleta Barraquero. La formación que presentó en la ocasión fue: José Araya; Edgardo Bustamante y Atalivar Tomba; Francisco Márquez, Juan Antonio Paredes y Ramiro Mercado; José Alberto González, Marcos Orquera, Andrés Campoy, Feliciano Gambarte y Adolfo Barnabó. Como suplentes estaban: Sergio Rubén Ramírez, Nicolás Comizzo y Franco Pérez.
El 17 de diciembre de 1922 el Sportivo Godoy Cruz logró el campeonato del primer «Torneo de la División Intermedia» organizado por la recientemente creada «Liga Mendocina de Fútbol», torneo al cual se había inscripto para competir por el ascenso a la Categoría Superior. Con este Título logró su primer y único ascenso a la «Primera División A de la Liga», cuyo primer Campeonato también había sido jugado en ese año al darse por iniciadas las actividades competitivas de la entidad madre. Ese día Godoy Cruz venció al Club Paso de los Andes de Rodeo de la Cruz por 2-0 en el estadio que este último tenía en la localidad homónima. El plantel campeón estaba formado por: Eduardo Castellani, José Tomba y Antonio Bianchi, Severo Artal, Norberto Vargas y Alberto Mansilla, Abelardo Salinas, Carlos Pappa, Adolfo Bernabó, Mario Sosa, José Reynoso y Luis Tinelli. Desde entonces, y hasta la fecha, Godoy Cruz ha participado en forma ininterrumpida en todos los torneos de primera división de la liga organizados por la Liga Mendocina de Fútbol. Además, la Institución tiene el orgullo y el honor de ser el único club del fútbol mendocino que nunca ha descendido a la segunda división.

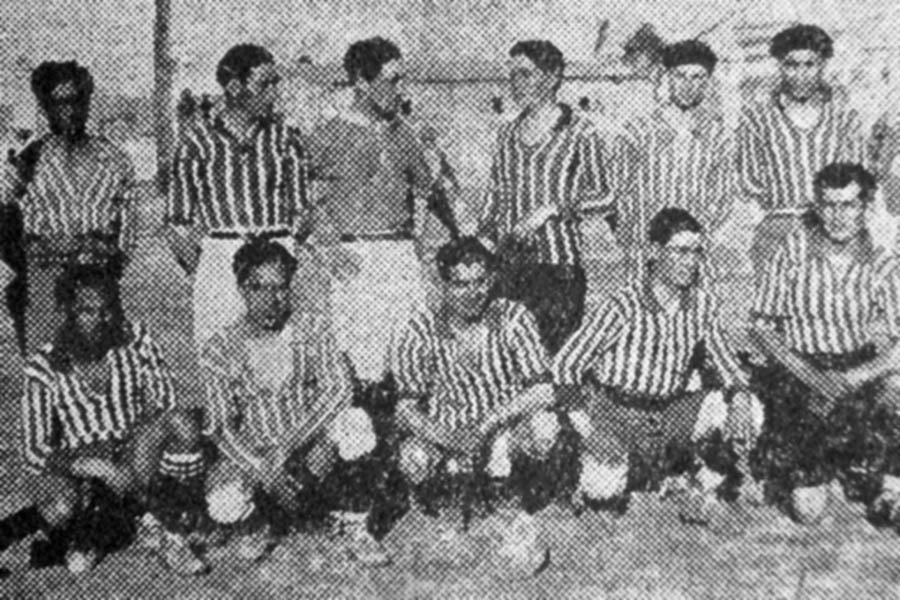
El equipo de Sportivo Godoy Cruz de 1926

El 24 de mayo de 1926 el plantel de Godoy Cruz concretó su primera gira al interior de la Provincia. Ese día se presentó en la Ciudad de San Rafael para enfrentar a un combinado de la «Liga Sanrafaelina de Fútbol». Los dirigentes, Fernando Della Motta (vicepresidente) y Cicerón Escalante (prosecretario), presidieron la delegación del Club. El Plantel Superior de la Institución formó con: Sigilfredo Castellani; Pablo Belelli, Pedro De La Rosa; Norberto Vargas, Roberto Belelli, Francisco Salinas; Juan Carlos Agüero, Amadeo Sosa, Emilio Furlano, Roberto De La Rosa y Alejandro Vila, este cotejo fue un motivo por la que el gobernador de la provincia de Mendoza, Alejandro Orfila, donara 11 medallas de oro y un trofeo para el equipo que resultara vencedor, que en ese caso fue para Godoy Cruz, que derrotó al combinado sureño por 3-1. Dirigió ese partido el reconocido y recordado árbitro de la Liga Mendocina de Fútbol, Donato Conte.

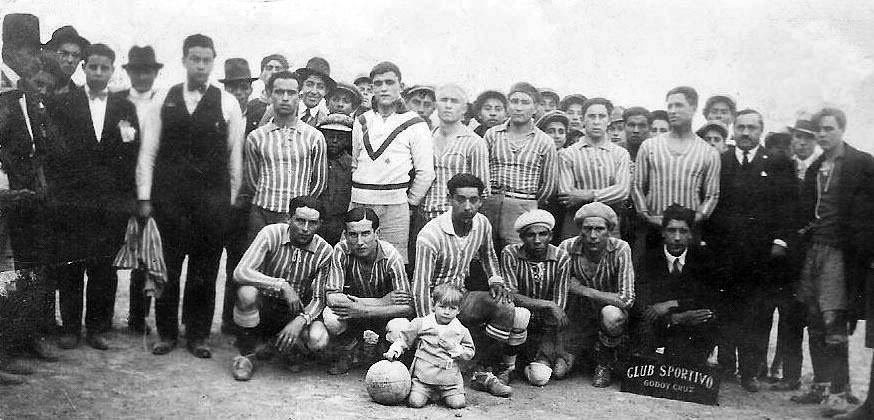
Sportivo en su gira a San Juan en 1927

El 22 de mayo de 1927 Godoy Cruz concretó su primera gira interprovincial al presentarse, en la ciudad capital de la vecina provincia de San Juan, ante su similar del Sp. Desamparados. La delegación fue presidida por el protesorero Fernando Della Motta acompañado por el Intendente del Club Luis M. Tinelli y el vocal Rafael Martín. El primer equipo de la Institución estuvo integrado por: Juan José Suárez, Pedro De la Rosa, Pablo Belelli, Juan Persky, Norberto Vargas, Federico Artal, Roberto García, Francisco Salinas, Carlos Fossati, Alejandro Vila, Ramiro De la Rosa. Fueron suplentes: José Velatta, Luis Funes, Jacinto Peralta y Carlos Pozzoli. El masajista de la delegación fue Luis Truviani y como réferi asistió Félix Romano. El encuentro terminó a favor del equipo dueño de casa que derrotó a Godoy Cruz por 3-1.
- 1931-1940

En 1932, Godoy Cruz realiza su primera venta al fútbol porteño, transfiriendo a José “Tabaquillo“ García a Chacarita Juniors, de donde luego pasaría a jugar en River Plate para jugar junto a Bernabé Ferreyra. Con el paso de los años, a su regreso al Club, integraría el equipo bodeguero que obtendría en 1944 el primer título de la «Liga Mendocina» y, luego de su retiro de la práctica activa del fútbol, sería el entrenador del conjunto que sería campeón de la Liga local de 1947.
El 23 de abril de 1933 el Godoy Cruz Antonio Tomba se presentó, en su Estadio de Castelli y Las Heras, contra el Club Atlético Pacífico —hoy Club Atlético Argentino—. El triunfo fue del "Tomba" por 3-2; luego de producir una muy buena demostración de juego asociado. De esta manera se mantenía invicto en las tres primeras fechas de la temporada y puntero junto a Gimnasia y Esgrima. Más allá del triunfo este encuentro marcó un hito importante en la historia de la Institución puesto que ese día se completó un poderoso equipo de jugadores que daría grandes satisfacciones a la afición bodeguera durante esa temporada. En ese encuentro debutó el paraguayo Constantino Urbieta Sosa, figura internacional y exquisito jugador de medio campo. Junto a Sosa fueron incorporados Ordez, Largo y Ruffo. Durante este año este conjunto demostraría, en cada una de sus presentaciones, las características típicas que habrían de tener por siempre los planteles de la Institución: «amor propio, garra y entrega». Durante esta temporada El Expreso produjo espectáculos extraordinarios al revertir, en muchas oportunidades durante el segundo tiempo, tanteadores que le eran adversos. El periodismo especializado destacó y admiró estas cualidades.
El «Diario Los Andes» no dejaba de destacar a los jugadores de la cantera, publicando notas de varios de ellos. De entre esas notas se destacó una referida a Roberto Quiroga; quien a los 16 años ya era una gran promesa de la cantera del club y que luego sería una realidad al integrar el primer equipo bodeguero que fue campeón de la Liga.
El «Diario La Palabra» —vespertino desaparecido— lo llama “El Tanque Bodeguero”. Su colega La Libertad —también desaparecido y decano mendocino del deporte escrito— no ahorraba elogios para con el Primer Equipo y lo denominaba “El Expreso Departamental”. Ese año nació la marca registrada del Club: «El Expreso», apelativo que nunca más sería dejado de usar para referirse, con admiración y cariño, a las escuadras "bodegueras".
- 1941-1950

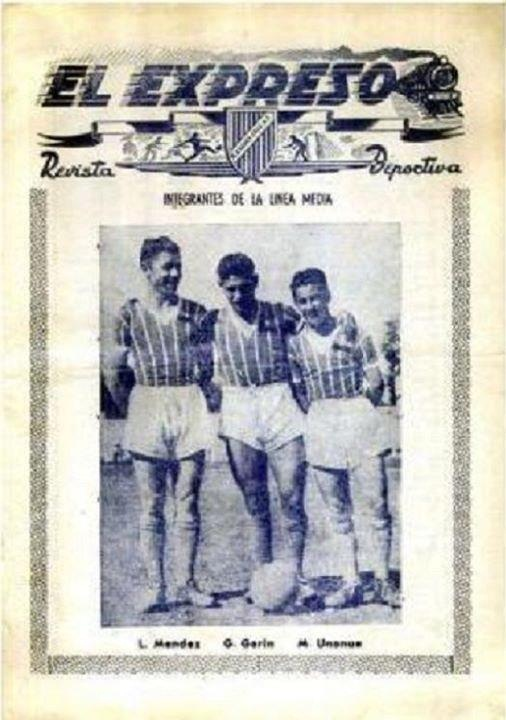
Tapa de la «Revista El Expreso» de los años '40 con la fotografía de portada de Méndez, Artal y Unanúa, los mediocampistas notables del equipo de esa década.

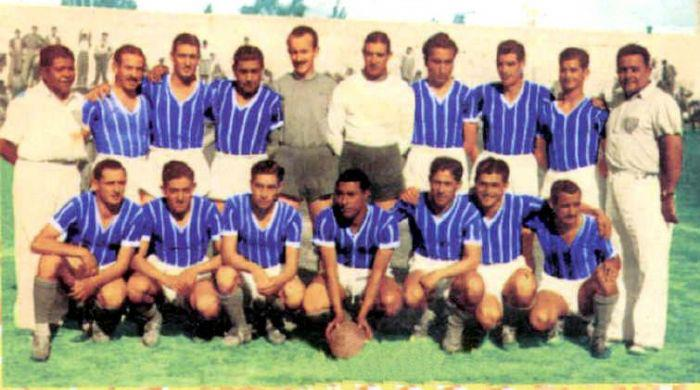
El plantel campeón de la LMF 1944

El domingo 8 de octubre de 1944 es proclamado, por primera vez en su historia, campeón de la Liga Mendocina. Ese día enfrentó, en condición de local y como campeón, al Club Nacional Vélez Sarsfield Pacífico —hoy Club Atlético Argentino—; con quien empató en un tanto con gol "bodeguero" de Domingo Godoy. El Diario Los Andes publicó: «Por primera vez conquista el título un club que estimula al Fútboler Nativo».
El 19 de septiembre de 1947 Godoy Cruz Antonio Tomba se proclama por segunda vez en su historia como campeón de la Liga provincial. Ese día empata sin goles con el Club Murialdo en un encuentro arbitrado por Mario Comellas.
- 1951-1960

El 10 de diciembre de 1950 Godoy Cruz se coronó, por tercera vez en su historia, campeón de la «LMF». Ese día le ganó a Gimnasia y Esgrima la serie de tres partidos definitorios de desempate cuando se jugó el tercer y último encuentro, en el estadio de Andes Talleres, con un tanteador de 4-2 favorable al "Tomba". El jugador Antonio Casale resultó ser goleador del equipo con 8 tantos. El primer encuentro se jugó el 22 de octubre en el Estadio Bautista Gargantini de Independiente Rivadavia y resultó favorable al Lobo del Parque por 2-1, con gol bodeguero de Lucio Amaya. El segundo encuentro se disputó el 29 de octubre en el Estadio Ingelmo Nicolás Blázquez de Andes Talleres y ganó el "Tomba" por 3-2 con 2 goles de Casale y 1 de Godoy.

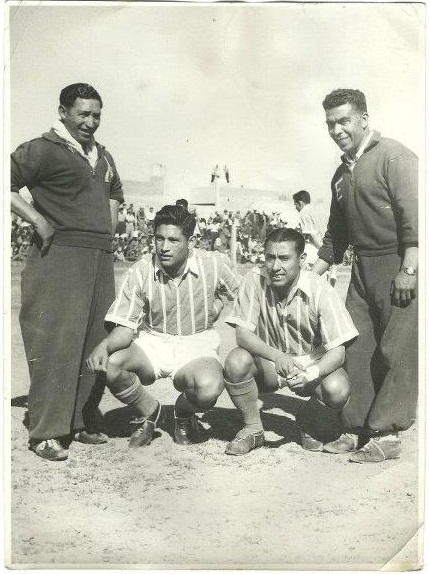
Gregorio Garín y Domingo Godoy, dos leyendas del Club, que fueron parte de la Selección de Liga Mendocina campeón a nivel nacional.

En 1950, un combinado de la Liga Mendocina logra ganar la «Copa Doctor Carlos Ibarguren», —denominado también en ese año como «Copa Libertador General San Martín», en honor a los 100 años de la muerte del Padre de la Patria—, Godoy Cruz contribuyó con Domingo Godoy, Luis Amaya, Orlando Cipolla, Jesús Elzo y Gregorio Garín. La Selección Mendocina, derrota a Racing Club por 3-2, en el estadio de Gimnasia y Esgrima de Mendoza, en ese día el Negro Godoy, marcó 2 goles para el combinado mendocino. Ese título coronó una época brillante del fútbol local y superó a otras grandes participaciones que tuvo en certámenes similares.

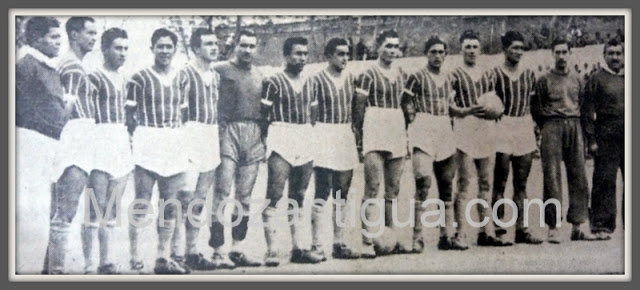
El plantel de Godoy Cruz que conquistó el bicampeonato de la LMF en 1951

El 28 de octubre de 1951 el "Tomba" se consagra por cuarta vez en su historia campeón de la «Liga Mendocina», al ganar la serie de dos partidos finales que debió disputar con Gimnasia y Esgrima, casualmente cómo la edición pasada. Ese año hubo que recurrir a esta serie de encuentros puesto que al finalizar la fase regular ambos clubes quedaron empatados en el primer puesto con 27 puntos cada uno. Ese día se jugó el último partido, en el Estadio Bautista Gargantini de Independiente Rivadavia, ante una multitud que establece un gran récord de recaudación para la época. El tanteador terminó favorable a Godoy Cruz por 3-0. El árbitro del encuentro fue Harry Dyckes y los goles "bodegueros" fueron marcados en 2 oportunidades por Bartolucci y el restante por Carvajal. El primer encuentro había sido jugado el 14 de octubre, en el estadio Ing. Mauricio Serra de Atlético Argentino, con el arbitraje de Quintín Buenadisgo.

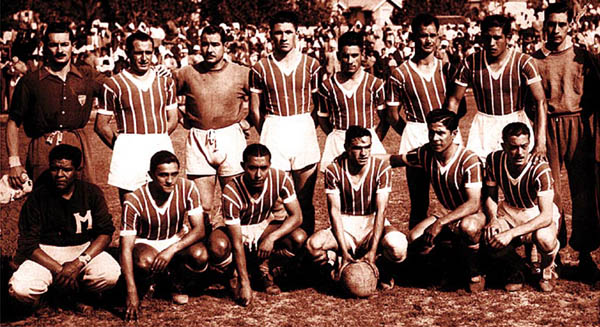
El plantel campeón de la «Liga Mendocina 1954»

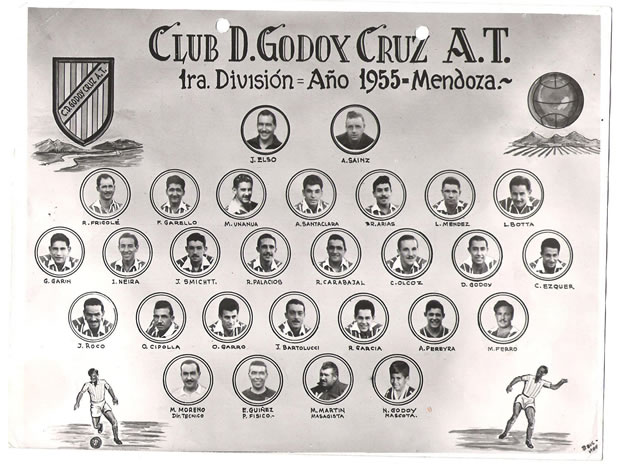
Plantilla "tombina" compuesta por los jugadores y cuerpo técnico de 1955

El 14 de noviembre de 1954 Godoy Cruz logró, por quinta vez en su historia, el título provincial. Ese día venció a Deportivo Guaymallén por 6-, con el arbitraje de Pascual Lazo. Con esta nueva conquista el "Bodeguero" comienza a cerrar una página de oro de la historia institucional del club y de la misma LMF. A estos se le sumaría su segundo subcampeonato en 1955. Este evento resultó notable y fue destacado por los medios especializados de la época, porque Godoy Cruz contaba con una gran legión de entusiastas simpatizantes que permanentemente establecía récords de recaudación y concurrencia, el "Expreso" se había consolidado definitivamente con uno de los grandes clubes de la región cuyana.
- 1960-1990

En 1965, Godoy Cruz Antonio Tomba, disputa un amistoso frente a Club Atlético Boca Juniors, el partido se disputó en La Bodega y término 4-0 a favor del Tomba. El amistoso fue disputado en homenaje a la figura del General José de San Martín.
Los goles tombinos fueron convertidos por Gutiérrez (dos goles), Bricco y Navarrete.

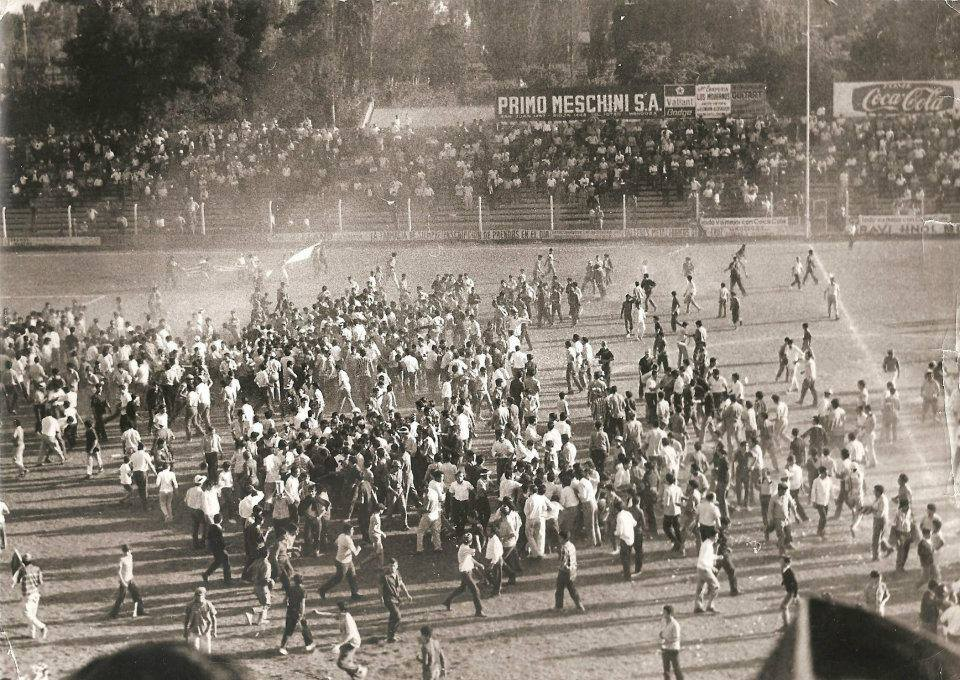
Festejos de la hinchada de Godoy Cruz en 1968 tras haber obtenido el sexto título en la LMF.

El miércoles 6 de noviembre de 1968, después de 14 años de espera, el "Tomba" obtiene por sexta vez en su historia el campeonato provincial. Ese día le gana a Andes Talleres por 1-0, el gol del triunfo lo marcó Osvaldo Camargo, quien resultó ser goleador del equipo con 21 tantos. El árbitro fue Pablo Pascual Pérez y los jueces de línea Ricardo González y Carlos Rozaz Navarro.
En 1988 Godoy Cruz se enfrentó a River Plate en un amistoso en el Malvinas Argentinas, con la presencia de 30.000 espectadores, el encuentro favoreció al "Millonario", ganando por 2-1.
El 17 de noviembre de 1989, Godoy Cruz se consagró, por séptima vez en su historia, campeón de la Liga provincial. Hubieron de pasar 21 años sin poder obtener el máximo trofeo local desde aquel último que había logrado en 1968. El tiempo reglamentario terminó igualado 1-1, con tanto "tombino" de Cristian Vargas. Para definir el nuevo campeón debió recurrirse a una serie de 5 penales. El arquero de Godoy Cruz Sandro de Lucca se convirtió en el gran protagonista de la noche al contener dos tiros penales, lo que le permitió al "Tomba" desnivelar el marcador y obtener el título en juego. Esa temporada el jugador "tombino" Cristian Vargas fue goleador del «Torneo General» con 12 tantos.
El domingo 28 de octubre de 1990, por octava vez en su historia, Godoy Cruz se consagra campeón de la «Liga Mendocina». Ese día vence, con el arbitraje de Justo Villalba, a Huracán Las Heras por 1-0 en el partido final disputado en el Estadio Malvinas Argentinas. Con este título también adquiere el derecho a participar en el «Torneo Regional 1990-91» organizado por la AFA. En ese encuentro final se produjo un histórico récord de recaudación para un partido organizado por la «Liga Mendocina de Fútbol», ascendiendo la taquilla a $267 795 000 australes, y habiéndose cubierto el 75 % de la capacidad del Estadio Malvinas Argentinas hecho que confirmó el gran arraigo popular de ambas Instituciones El gol del triunfo fue marcado por Alejandro Abaurre, a los 46' del PT.

#### Copas nacionales
- Copa de la República 1944: El 29 de octubre de 1944 Godoy Cruz debutó en la «Copa de la República 1944», también denominado Copa General Pedro Pablo Ramírez, siendo el único representante mendocino y el segundo en disputar un torneo de AFA —después del Club Nacional Pacífico, que participó de la edición anterior del torneo—, al enfrentar al Club Graffigna de San Juan por la primera ronda del ‹Grupo B›, el conjunto "tombino" ganó el cotejo en San Juan por 1-0 pasando automáticamente a la segunda ronda el cual tenía que enfrentar a Sporting Club Victoria de San Luis en el que Godoy Cruz derrotó a su rival por 5-2 en la provincia "puntana" pasando a la tercera y última ronda del grupo para pelear un puesto a los cuartos de final del certamen. En Mendoza se enfrentó a Talleres; el resultado fue a favor del "Albiazul" que derrotó al "Bodeguero" por 3-2, quedando así eliminado del campeonato.El plantel "tombino" fue el mismo que meses atrás obtuvo su primer título local en la historia, compuesto por Pestana y Marchessini al arco, Dionisio Ovando y Raúl Frigolé en la defensa, Lucio Izpura, Enrique Guisado y José García y en la delantera Juan Boquete, Roberto Quiroga, Luis Amaya, Domingo Godoy y José Luis Luján, alternaban el equipo Sixto Amezqueta, Roberto Zambrano y Antonio Villalba, lo dirigía técnicamente Secundino Arrieta.[25]
- Copa Competencia 1952: Por coronarse campeón de la edición del año anterior de la «Liga Mendocina», clasifica a la «Copa Competencia». Godoy Cruz queda eliminado ante Ferro Carril Oeste por 4-3, partido que se disputó en el Estadio Bautista Gargantini. Este partido correspondió a la ‹Fase preliminar›.[26]
- Copa de la Superliga 2019: Godoy Cruz disputó la primera edición de «Copa de la Superliga», por los ‹16° de final›, se enfrentó a Patronato, los partidos finalizaron 1-1 en Paraná y en Mendoza, el Tomba avanzó a ‹8° de final› por definición de penales. En la siguiente ronda, se enfrentó a Boca Juniors, ambos resultados favorecieron al Xeneixe 2-1 y 3-1 respectivamente.

#### Campeonato Nacional

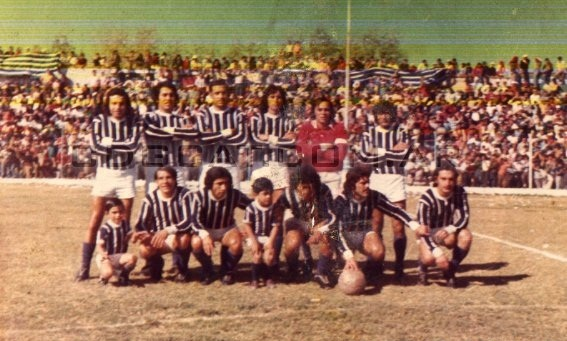
El equipo de Godoy Cruz Antonio Tomba que disputó el «Torneo Nacional 1974»

- 1974: El "Tomba" disputó el viejo «Torneo Nacional». El 26 de mayo de 1974, Godoy Cruz se consagró ganador de la ‹primera rueda› de la «Liga Mendocina de Fútbol» de ese año. El paso por el «Torneo Nacional» no fue bueno para Godoy Cruz, el "Tomba" debuta el 21 de julio de ese año, visitando a Atl. San Martín, cayendo ante el "Chacarero" por 3-2 en un encuentro entretenido. Godoy Cruz, quien integraba la ‹Zona C›, del campeonato, disputando 18 encuentros, finaliza último, tras ganar 3 encuentros, sufrir 13 derrotas y empatar en 2 ocasiones, marcando 15 goles y recibir 35. El plantel de Godoy Cruz integraba a Héctor Osvaldo Pedone —quién fue capitán del equipo—, Germán Hermeneter Pereyra, Norberto Hermes Yácomo, José Antonio Calderón, Guillermo Alfredo Berríos, Carlos Hugo Gelly, Héctor Alfredo Suárez, Oscar Humberto Paiva, Jorge Raymundo Pereyra, Alberto Francklin Ibarra, José Luis Miranda, Miguel Ángel Pasqualetto, Osvaldo José Barrera, Juan Domingo Giménez, Ciro Magallanes, Jorge Osvaldo Pereyra, Miguel Ángel Albarracin, Oscar Enrique Haak, Mario Salvador Rodríguez, Luis Rodolfo Presti, Jorge Néstor Vallejo, Hipólito Raúl Martin, Roberto Isidoro Medina, Nicasio Loyola, Gregorio Horacio Albarracin, Mario Adolfo Cornejo.[27][28]

#### Torneo Regional
Recién en la década del '80 y '90, el club pudo desplegar su fútbol a nivel nacional y comenzó a hacer historia en el deporte local. Luego transitar largos y difíciles caminos, después de ganar los torneos locales de 1989 y 1990, el equipo tomo protagonismo en los torneos, logrando el objetivo de ascender a segunda división.
- Torneo Regional 1969: Godoy Cruz y San Martín fueron los dos equipos mendocinos en participar en esta edición; el "Tomba" y el "León" empataron en ambas ocasiones, se definió por penales, dando así la victoria del conjunto del Este mendocino a la siguiente fase del torneo.
- Torneo Regional 1977: Godoy Cruz fue eliminado en ‹primera fase› ante Huracán de San Rafael, quien le ganó en los dos encuentros de ida y vuelta.
- Torneo Regional 1986: Después de 9 años, Godoy Cruz vuelve a disputar los torneos regionales, en este caso, fue para un ascenso al «Nacional B», en la Zona mendocina, en la cual participaron 12 equipos, el Tomba terminó en la última posición.
- Torneo del Interior 1989-90: termina tercero en el ‹Grupo A› de la Región Cuyo, eliminado por un solo punto de la competición.
- Torneo del Interior 1990-91: gana el ‹Grupo B› de la Región Cuyo y pasa al «Cuadrangular cuyano» junto con San Martín (SJ), Gimnasia y Esgrima (Mza.) y Colegiales de San Luis, donde queda eliminado.

- Torneo del Interior 1993-94: Godoy Cruz disputó la penúltima edición del «Torneo del Interior» —actualmente «Federal A»— de la temporada 1993-94. Así fue que ganando distintas etapas y atravesando todo el país en estadios inhóspitas, debutó en la ‹segunda fase de grupos› con otros 5 equipos —San Martín de San Juan, General Paz Juniors, Villa Cubas, Racing de La Rioja y Sportivo Fernández—, Godoy Cruz termina en la segunda posición con 13 puntos, producto de 5 victorias, 3 empates y 2 derrotas con 16 goles a su favor y 8 en contra, y definitivamente logrando pasar a la siguiente estancia disputando otra ‹fase de grupos›; esta vez compitiendo con 3 rivales de la región cuyana de los cuales se enfrentó con 2 de sus clásicos —San Martín (SJ) e Independiente Rivadavia— su otro rival en el grupo fue Atlético Trinidad (SJ), el "Tomba" pasa de ronda junto al "Verdinegro" sumando 8 puntos; Godoy Cruz llegó a la ronda final jugando con Cipolletti de Río Negro y Deportivo Patagones de la ciudad homónima. Adjudicándose dicho ‹triangular›, el Expreso ganó la posibilidad de jugar la ‹final› del torneo con Guaraní Antonio Franco. Fueron dos partidos inolvidables: Godoy Cruz ganó en Mendoza 1-0 y logró soportar en Misiones el empate, el "Bodeguero" dirigido por Alberto Isaías Garro y conformado por una inolvidable camada de prestigiosos jugadores de la cantera, se ganó el ascenso al «Nacional B». Fue el único mendocino en levantar dicho trofeo, al cual lo disputaban 132 equipos de todo el país.[29]

| \| Formación \| \| Claudio Manchado \| \| Manuel Villalobos \| \| Rafael Iglesias \| \| Daniel Oldrá \| \| Osvaldo Almeida \| \| Rubén Hermes Almeida \| \| Javier Franco \| \| Marcelo Marcucci \| \| Ariel Pereyra \| \| Alberto Naves \| \| Alejandro Abaurre \| \| Alberto Isaías Garro \| | C. Manchado · O. Almeida · D. Oldrá · M. Villalobos · R. Iglesias · M. Marcucci / · H. Lentz · A. Pereyra / · P. Cuello · A. Naves · J. Franco · A. Abaurre · R. Almeida · |
| Formación | |
| Claudio Manchado | |
| Manuel Villalobos | |
| Rafael Iglesias | |
| Daniel Oldrá | |
| Osvaldo Almeida | |
| Rubén Hermes Almeida | |
| Javier Franco | |
| Marcelo Marcucci | |
| Ariel Pereyra | |
| Alberto Naves | |
| Alejandro Abaurre | |
| Alberto Isaías Garro | |

| Formación            |
| Claudio Manchado     |
| Manuel Villalobos    |
| Rafael Iglesias      |
| Daniel Oldrá         |
| Osvaldo Almeida      |
| Rubén Hermes Almeida |
| Javier Franco        |
| Marcelo Marcucci     |
| Ariel Pereyra        |
| Alberto Naves        |
| Alejandro Abaurre    |
| Alberto Isaías Garro |

| Suplentes                             |
| * Sandro de Lucca                     |
| * Cristian Vargas                     |
| * Humberto Lentz (jugó desde los 77') |
| * Pablo Cuello (jugó desde los 86')   |
| * Alberto Nuñez                       |

Además de los jugadores nombrados anteriormente, fueron parte de ese plantel Claudio Alejandro Bengolea, Gustavo Lillo, Diego Astudillo, Marcelo Daniel Suárez, Gustavo Daine, Martín Puppato, Sergio Rodríguez, Gustavo Cando, Alejandro Cubertino, Enrique Dierna, Carlos Riquelme y Pablo Hloska.

#### Primera B Nacional
Godoy Cruz se mantuvo en ese torneo por 12 largos años. Los primeros años fueron muy positivos, logrando la clasificación al «Torneo Reducido» en tres oportunidades consecutivas; pero también estuvo cerca de descender, aunque ese riesgo no pasó a mayores.
- Nacional B 1994-95: En su primera participación en el «Nacional B», Godoy Cruz debutó con un triunfo sobre Atlético Tucumán, 1-0 en Mendoza y con un estadio colmado obtuvo una grata sorpresa, terminaba esta primera incursión consolidado como uno de los mejores equipos de la categoría. Al momento de terminar el Campeonato se habían jugado 42 fechas de las cuales el Tomba termina cuarto con 50 unidades, así llegaba a jugar un «Torneo Reducido» para pelear con otros 7 equipos el segundo puesto en «Primera División» —el primero lo ocupó Estudiantes (LP), por ser el campeón—, en el que pierde en ‹semifinales› frente a Colón (SF). había ganado en 20 encuentros, empatado en 10 de ellos y perdido en 12 oportunidades. Convirtió 68 goles, recibió 49 y el goleador del equipo y de la temporada, con 29 tantos, fue el jugador "bodeguero" Juan Alejandro Abaurre. Con esta campaña acumuló 50 puntos en su haber, obtuvo el tercer mejor promedio para el descenso. Así llegó a jugar su primer Torneo Reducido, enfrentando a Quilmes en ‹cuartos de final›, empatando en ambos encuentros de ida y vuelta el Tomba pasó a ‹semifinales› por el gol obtenido fuera de casa. En ‹semi› enfrenta a Colón de Santa Fe, con el que empata en Mendoza 0-0 y termina cayendo en Santa Fe por 5-0. Para su debut en el torneo, Godoy Cruz fue el tercer equipo del campeonato con mayor recaudación en venta de entradas, llegando casi al millón de pesos.[30]
- 1995-96: en la temporada «1995-96», por el «Torneo Apertura 1995», termina sexto con 34 unidades. Debuta de local el 13 de agosto ante San Martín de San Juan, el clásico terminó 1-1, su primera derrota fue de visitante ante Huracán de Corrientes, y cae después ante Instituto (Cba.) en condición de local, gana por primera vez al derrotar en Pergamino a Douglas Haig, su primera victoria en Mendoza fue ante Chacarita ganándole 2-0, la mejor goleada obtenida por el Tomba fue cuando aplastó 5-1 al Deportivo Morón una de sus peores derrotas en el torneo, fue cuando enfrentó a Nueva Chicago cayendo 4-0 Por el «Torneo Clausura» termina séptimo con 32 unidades. el goleador del equipo tombino en el campeonato fue Darío Ojeda con 12 goles ubicándose en la segundo posición en la tabla goleadora, superado por Klimowicz de Instituto con un gol más que este último. Con el puntaje obtenido en ambos torneos de la temporada, le alcanzó para disputar el «Torneo Reducido» en que pierde en ‹cuartos› con Unión (SF) —club que obtuvo el segundo ascenso a Primera—.
- 1996-97: siendo un formato diferente a otras temporadas, Godoy Cruz finalizó primero en el ‹Grupo B› del Interior con 28 puntos, así llegando a jugar la ‹Zona Campeonato› en el que finaliza tercero con 48 unidades, a 4 puntos del campeón Argentinos Juniors, de este modo el "Tomba" debía jugar el «Torneo Reducido» por tercera vez consecutiva para obtener el segundo ascenso, perdiendo en ‹cuartos de final› frente a Sp. Italiano. Durante éste campeonato se registró la mejor convocatoria en un partido de Godoy Cruz hasta la fecha, el 10 de mayo de 1997, ante 42.000 espectadores vs. Argentino Jrs. Antes de reanudar la segunda mitad del torneo, Godoy Cruz disputó un partido amistoso frente a River Plate en el Estadio Malvinas Argentinas, el 20 de enero de 1997; el encuentro terminó con goleada 5:0 a favor del Tomba, los goles fueron convertidos por Abaurre en dos ocasiones, Pereyra, Iglesias y Sabir.
- 1997-98: en la ‹Zona del Interior› termina noveno con 42 unidades, llegando a jugar la ‹Zona Permanencia› del Interior para no perder la categoría, finaliza quinto con 14 unidades, quedó a un solo punto del descenso.
- 1998-99: en la ‹Zona del Interior› termina decimocuarto con 30 unidades, volviendo a quedar a una unidad del descenso, pero clasificando al «Torneo Reducido» en donde quedó eliminado por penales ante Cipolletti en ‹Primera Ronda›.
- 1999-00: en la ‹Zona del Interior› termina séptimo con 43 unidades.
- 2000-01: en la ‹Zona del Interior› terminó noveno con 44 unidades.
- 2001-02: el torneo se dividió en dos torneos, como en la temporada «1995-96» en el «Apertura» termina 23.º con 21 unidades; y por el «Clausura» en el ‹Grupo C› finalizó puntero con 26 unidades. Godoy Cruz salvó su permanencia en la B, después de las malas campañas en temporadas anteriores. El 9 de abril de 2002 Godoy Cruz juega el clásico ante Independiente Rivadavia, partido que la Lepra tenía la necesidad de ganar al "Tomba" para zafar del descenso a la tercera división del fútbol argentino. Godoy Cruz ganó el clásico por 1-0 con gol de Abaurre, con este resultado, el Expreso condena a los Azules a jugar al «Argentino A» de la posterior temporada. Este partido es recordado por los simpatizantes bodegueros hasta ahora por lo que influyó ser el ‘protagonista’ del descenso de unos de sus rivales.[31] Finalizando la temporada, Godoy Cruz juega por quinta vez el «Torneo Reducido», cayendo ante Arsenal de Sarandí en ‹Octavos›.
- 2002-03: por el «Torneo Apertura», termina 10.º con 26 unidades; y por el «Clausura», termina cuarto con 32 unidades.
- 2003-04: por el «Torneo Apertura», termina decimoprimero con 25 unidades; y por el «Clausura», termina cuarto con 33 unidades.
- 2004-05: por el «Torneo Apertura», termina decimocuarto con 22 unidades; y por el «Clausura», termina decimosegundo con 25 unidades.

- 2005-06: Luego de varios años de espera, lucha y esfuerzo, durante 2005 logró el campeonato «Apertura» del «Torneo de Primera B Nacional»,[32] al haber obtenido 40 puntos, producto de 12 victorias, 4 empates y 3 derrotas con 29 goles a su favor y 14 en contra, su debut fue el 6 de agosto cuando derrota a Belgrano 1-0 en el Malvinas Argentinas con gol de Gonzalo Prósperi, su primera derrota de las 3 que sufrió en el campeonato fue ante su rival cuyano, San Martín (SJ), perdiendo de local 2-0, fue la única caída en Mendoza, las otras 2 derrotas fueron ante la Comisión de Actividades Infantiles en Comodoro Rivadavia por 2-1, y ante Almagro por 2-0, con quien peleaba el título con el "Expreso" hasta la última fecha, el 3 de diciembre de 2005, como se nombraba anteriormente, Godoy Cruz se consagró campeón al derrotar a Ben Hur 1-0, con gol de Mauro Poy, cuando quedaba 5 minutos para terminar el partido, con un hombre menos, en el equipo, Godoy Cruz tuvo a 3 goleadores con 5 tantos —Giménez, Torresi y Poy—,[33] así le dio derecho a disputar dos finales contra Nueva Chicago —el campeón del «Clausura»—. El 16 de mayo de 2006, se disputó la primera final en Mataderos, con 5.000 hinchas "tombinos" apoyando al equipo, el encuentro terminó 1-1,[34] Godoy Cruz se puso en ventaja gracias al gol de Mariano Torresi, después el empate del local lo convirtió Federico Higuaín. El 20 de mayo de 2006 el club logra ascender por primera vez en su historia a «Primera División» en el Malvinas ante 40.000 personas alrededor del partido, al haber ganado a Chicago 3-1, con 2 goles de Daniel Tanque Giménez y uno de Diego Villar para el "Bodeguero", y César Carranza para el "Torito de Mataderos"; así Godoy Cruz gana en el resultado global 4-2.[35][36][37]

| \| Formación \| \| Sebastián Torrico \| \| Gonzalo Prósperi \| \| Josimar Mosquera \| \| Gustavo Bordicio \| \| Silvio Duarte \| \| Matias Arce \| \| Mariano Torresi \| \| Gastón Martina \| \| Diego Villar \| \| Enzo Pérez \| \| Daniel Giménez \| \| Juan Manuel Llop \| | S. Torrico · S. Duarte · G. Bordicio · G. Prósperi · J. Mosquera · G. Martina · D. Villar / · M. Poy · E. Pérez / · M. Barrera · M. Torresi · D. Giménez · M. Arce / · J. Torres · |
| Formación | |
| Sebastián Torrico | |
| Gonzalo Prósperi | |
| Josimar Mosquera | |
| Gustavo Bordicio | |
| Silvio Duarte | |
| Matias Arce | |
| Mariano Torresi | |
| Gastón Martina | |
| Diego Villar | |
| Enzo Pérez | |
| Daniel Giménez | |
| Juan Manuel Llop | |

| Formación         |
| Sebastián Torrico |
| Gonzalo Prósperi  |
| Josimar Mosquera  |
| Gustavo Bordicio  |
| Silvio Duarte     |
| Matias Arce       |
| Mariano Torresi   |
| Gastón Martina    |
| Diego Villar      |
| Enzo Pérez        |
| Daniel Giménez    |
| Juan Manuel Llop  |

| Suplentes                                   |
| * Nelson Ibáñez                             |
| * Marcos Barrera (jugó desde los 81')       |
| * Martín Ciccioli                           |
| * Leandro Grarciarena                       |
| * Jorge Nicasio Torres (jugó desde los 88') |
| * Mauro Poy (jugó desde los 60')            |
| * Ezequiel Chiaramonte                      |
| * Darío Salomón                             |

Además de los jugadores nombrados anteriormente, también fueron parte de ese ascenso Cristian Aracena, Benjamín Carabajal, Pablo Páez, Enzo Cappa, Javier Castro, Alejandro Abaurre, Julio Mugnaini, David Fernández, Cristian Ruiz, y Lucas Javier Martínez.
- 2007-08: Lejos de caerse, como muchos otros equipos que comenzaban una caída libre tras su experiencia en primera, Godoy Cruz mantuvo la expectativa de que se podía lograr nuevamente el ascenso, y así, con el "Checho" Batista primero y Daniel Oldrá después, volvió a ascender tras un año en la «B Nacional». La llegada a primera se produjo de manera directa, venciendo a San Martín de Tucumán quedando en segundo lugar justamente ante el Santo,[38][39] no llegando a ser campeón por un punto, aunque con el mérito de regresar a primera. De ahí en ese entonces, Godoy Cruz no volvió a jugar la segunda división hasta la fecha.

| \| Formación \| \| Nelson Ibáñez \| \| Darío Salomón \| \| Jorge Curbelo \| \| Marcos Barrera \| \| Gerardo Solana \| \| Martín Aguirre \| \| César Garipe \| \| Nicolás Olmedo \| \| Ariel Rojas \| \| David Ramírez \| \| Leandro Caruso \| \| Daniel Oldrá \| | N. Ibañez · M. Barrera · J. Curbelo · D. Salomón · A. Rojas · N. Olmedo · G. Solana · D. Ramírez · M. Aguirre · L. Caruso · C. Garipe · |
| Formación | |
| Nelson Ibáñez | |
| Darío Salomón | |
| Jorge Curbelo | |
| Marcos Barrera | |
| Gerardo Solana | |
| Martín Aguirre | |
| César Garipe | |
| Nicolás Olmedo | |
| Ariel Rojas | |
| David Ramírez | |
| Leandro Caruso | |
| Daniel Oldrá | |

| Formación      |
| Nelson Ibáñez  |
| Darío Salomón  |
| Jorge Curbelo  |
| Marcos Barrera |
| Gerardo Solana |
| Martín Aguirre |
| César Garipe   |
| Nicolás Olmedo |
| Ariel Rojas    |
| David Ramírez  |
| Leandro Caruso |
| Daniel Oldrá   |

También formaron parte del plantel, el portero Sebastián Torrico; los defensores Gabriel Vallés, Fernando Cámara, Cristian Cuevas y Diego Pereyra; los mediocampistas Luís Ovelar, Alejandro Camargo, Martín Fabro, Julio César Moreyra, Enzo Cappa, Martín Páez, Gabriel Díaz, Darío Conejero, Matías Cuello, Juan Escudero, Gonzalo Mut y Federico Villegas; y los delanteros Gonzalo Díaz, David Fernández, Guillermo Franco, Ernesto Garín, Gabriel González, Jesús Vera, Leopoldo Gutiérrez y Javier Castro.

#### Primera División
Después de la disolución de los antiguos «Campeonatos Nacionales», Godoy Cruz se convierte en el primer club de la región cuyana y el único mendocino en alcanzar el ascenso a primera; además de ser el equipo cuyano que más temporadas jugó en primera división.
- 2006-07: La estadía en primera no fue nada fácil para el conjunto tombino. La primera parte del torneo arrojó un total de 17 puntos, los cuales serían demasiado bajos para lograr pensar en mantener la categoría, sin embargo en ese «Apertura 2006» el conjunto bodeguero obtuvo un triunfo resonante en la provincia, venciendo nada más y nada menos que al Independiente por primera vez en su historia.[40] Por el «Torneo Clausura» obteniendo 25 puntos, el resultado fue bueno, y logró generar una confianza luego del agónico triunfo de visitante frente a River Plate.[41] Sin embargo al "Tomba" no le alcanzó para salvarse de la promoción en él tenía la obligación de disputar para permanecer en Primera.[42] Godoy Cruz tuvo que disputar la promoción para mantener la categoría frente a Huracán en que pierde ambos encuentros —0-2 en Parque Patricios y 2-3 en Mendoza— y el día 24 de junio de 2007 desciende de categoría, volviendo a jugar en la «B Nacional».[43]
- 2008-09: Por el«Apertura 2008» el club logra el decimosegundo lugar en la tabla de posiciones, lo cual ponía en riesgo al equipo pensando en la tabla de promedios. Su técnico, Daniel Oldrá, decide dar un paso al costado para seguir con su gran trabajo en las divisiones inferiores del club. De esta manera asume Diego Cocca como director técnico,[44] comenzando su labor en el «Clausura 2009». Los resultados mejoraron debido al buen juego que proponía el equipo; de esta manera alcanza el 9° puesto y logra salvarse del descenso directo y de la promoción tras un gran triunfo en Mendoza contra River Plate, después del triunfo el Tomba aseguró su permanencia en primera.

- 2009-10: Para la temporada siguiente en la «Torneo Apertura 2009», no logró perdurar más de un torneo dado que no hubo una buena convivencia entre el plantel, cuerpo técnico, directivos y aficionados. Por estas razones, durante la disputa del torneo, acontece el despido de Diego Cocca luego de un comienzo con apenas una victoria en 12 encuentros.[45] El 3 de noviembre de 2009, luego de un breve interinato de Daniel Oldrá, se designa a Enzo Trossero como sucesor de Diego Cocca.[46] Tras las malas actuaciones del equipo bajo su mando y ya consumado el «Apertura 2009» la Comisión Directiva del club decide despedir a Enzo Trossero.[47] Debido a los numerosos conflictos que sufrió el equipo durante ese semestre, logró alcanzar nada más que 16 puntos, lo cual ponía en riesgo la permanencia en primera nuevamente. Ya con más tiempo para decidir y a pocos días del inicio de la pretemporada de verano, es contratado Omar Asad como nuevo director técnico.[48] En el «Torneo Clausura 2010» el club hizo una excelente campaña futbolística,[49] pues no sólo escapó al descenso directo y a la promoción, sino que también terminó en tercer puesto y cosechó 37 puntos —que lo posicionan como el club indirectamente afiliado a la AFA con más puntos en un torneo corto—.[50]
- 2010-11: Para el «Clausura 2010», Godoy Cruz vuelve a tener una gran campaña, logrando el 5.º De esta manera, bajo la dirección técnica de Omar Asad, Godoy Cruz clasifica a la «Copa Libertadores», por primera vez en su historia. Es el quinto equipo del interior en clasificar a este torneo,[51] el segundo indirectamente afiliado a la AFA —luego de que Talleres de Córdoba disputara la edición del «2002»—, y el primer equipo mendocino en lograrlo.[52] Con la excelente conducción de Jorge da Silva, se repite el 3° lugar alcanzado en el «Clausura 2011», torneo en el cual, el Tomba fue muy perjudicado en partidos contra Olimpo y Banfield, que lo alejaron de pelear hasta el último tramo del torneo, de todas maneras, Godoy Cruz logró la histórica clasificación a la «Copa Sudamericana» al ganarle a Racing Club en Avellaneda, jugando por primera vez el segundo certamen más importante del continente.[53][54]
- 2011-12: Después de las grandes campañas que realizó el Tomba anteriormente, no ha En la última fecha del «Apertura 2011» contra Atlético Rafaela ganaría 2-0, resultado que lo llevaría a la «Copa Libertadores 2012», donde escribiría una nueva página de gloria para Godoy Cruz.[55] En el verano del 2012, con la nueva dirección de Nery Pumpido[56] se proclama campeón de verano por el «Torneo YPF de verano» — o «Copa Ciudad de Mendoza»—. Godoy Cruz hizo una mala temporada, de 38 puntos, Nery Pumpido renunció a su cargo pocas fechas antes del final del campeonato, debido a la mala campaña.[57] Eso hizo que Omar Asad volviera a dirigir a un Godoy Cruz obligado a hacer una buena campaña en la temporada siguiente, para no complicarse con los promedios.[58]
- 2012-13: Godoy Cruz tuvo un arranque positivo pero después volvió a tener malos resultados por lo que Asad, decidió renunciar como entrenador, tras 7 partidos sin victorias, dirigiendo al Tomba. En la ‹fecha 18› del «Torneo Inicial 2012», asumiría como técnico Martín Palermo,.[59][60] El "Titán" debutó cómo DT del Tomba ante Quilmes en el Estadio Malvinas en el que encuentro terminó empatado en cero.[61] Por el Torneo Final, el Expreso debutó contra All Boys llevándose 1 punto de Floresta al empatar 1-1.[62] La primera victoria, del "Titán" dirigiendo al Expreso fue una fecha después de enfrentar al Albo, venciendo a Unión de Santa Fe por 2-1.[63] Bajo la conducción de Palermo, el equipo logró por primera vez desde que está en Primera División, ganar tres partidos de visitante en forma consecutiva al derrotar a Atlético de Rafaela,[64] Independiente[65] y San Martín (SJ)[66] respectivamente. El equipo "tombino" cerraría un «Torneo Final» más que aceptable, con 29 puntos y en el sexto lugar, una de las mejoras campañas de Godoy Cruz en «Primera División». A pesar de haber hecho una buena campaña, el Tomba estaba obligado a conseguir una buena cantidad de puntos en la «Temporada 2013-14» para permanecer en la categoría.
- 2013-14: Por el «Torneo Inicial 2013», Godoy Cruz debuta con una victoria ante Argentinos Juniors por 3-1[67] una victoria que necesitaba para permanecer en Primera A ya que inició la temporada en zona de descenso, en la 11ª fecha el "Tomba" logra cortar una mala racha de no triunfar de visitante, ya que ganó el cotejo a Lanús por 1-0,[68] su último encuentro ganado de visitante fue en el clásico ante San Martín (SJ) en el torneo anterior a este. Después de sufrir tres derrotas al hilo en las últimas tres fechas del campeonato Martín Palermo deja la conducción del Tomba ya que su contrato vencía a fin de año, y el presidente "tombino" José Mansur se niega a renovarle,[69] el último partido de Palermo como DT del "Tomba" fue de visitante en el cual cae ante Racing Club,[70] después del partido Palermo dijo en los medios: «Estoy más que agradecido a Godoy Cruz»[71] por lo que el "Titán" tuvo su primera experiencia como director técnico en Godoy Cruz; Palermo hizo una muy buena campaña con Godoy Cruz, siendo una de las mejores de las últimas dos temporadas, ya que logró en 2013 un total de 53 unidades, con 13 victorias, 14 empates y 11 derrotas con 40 goles a favor y 33 en contra.Godoy Cruz finaliza el 2013 en zona de descenso a pesar de la buena campaña, necesitando como mínimo una cantidad de 25 puntos en el «Torneo Final 2014» para permanecer en la categoría. El reemplazante de Palermo en Godoy Cruz para el torneo entrante sería Jorge Almirón, quien venía de dirigir en el fútbol mexicano.[72] En el comienzo del Torneo Final 2014, un torneo decisivo para Godoy Cruz en la permanencia en Primera División, pierde ante Argentinos Juniors, un rival directo que compitía lo mismo que el "Tomba",,[73] pero en la fecha posterior recibe a Quilmes en Mendoza, ganándole a este 2-0, siendo la primera victoria de Almirón dirigiendo al equipo,[74] 5 días después del último encuentro disputado, visita a River Plate, en el Estadio Monumental, fue victoria del "Bodeguero" por 2-1,[75] este sería la cuarta victoria del "Expreso", en condición de visitante ante el "Millonario", días después, recibe a Rosario Central, en día de lluvia en lo que sería triunfo por goleada de Godoy Cruz 3-0 con un hat-trick de Castellani[76] llegando al tercer triunfo al hilo para el "Tomba". Al terminar la temporada, el Tomba se salva del descenso, en la última fecha del certamen derrotando a Racing por 2-1, logrando una brillante campaña,[77] llegando a ser cuarto detrás del campeón River Plate, e igualando, con 32 puntos, a Boca Juniors (2.º) y Estudiantes de La Plata (3.º), pero con peor diferencia de gol, además de clasificar a la «Copa Sudamericana 2014».

- Transición 2014: Tras la renuncia de Almirón como DT de Godoy Cruz en plena pretemporada, a causa del "desmantelamiento" del plantel y la poca llegada de refuerzos.[78] Su sucesor es Carlos Alberto Mayor, quien ha tenido malos resultados en el equipo, que lo llevó a presentar su renuncia tiempo después; Daniel Oldrá lo sucederá en lo último del tramo del «Torneo de Transición 2014», que lo llevó a conseguir buenos resultados, obteniendo 2 victorias de visitante, dos derrotas y un empate, dos de los partidos más destacados que le tocó dirigir fue contra Atlético de Rafaela —en su debut—, venciendo a la "Crema" de visitante por 4-3.,[79] y en el otro, contra Vélez Sarsfield, con goleada de Godoy Cruz por 4-1, en el Estadio José Amalfitani,[80] este sería la primera victoria del "Tomba", visitando al "Fortín". Al finalizar el 2014, Oldrá es contratado para dirigir al equipo en la temporada 2015.[81]
- 2015: Después de los resultados positivos del equipo, Oldrá seguiría como entrenador para dirigir al equipo en el campeonato anual. Sin embargo no le fue bien, y el 8 de junio, Daniel Oldrá, presentó su renuncia como director técnico del Tomba, cerrando su segunda gestión como entrenador profesional del equipo, en el torneo de «Primera División de 30 equipos», su último encuentro fue ante Arsenal de Sarandí, dejando un saldo de 17 puntos, producto de 4 victorias, 5 empates y 6 derrotas, en su gestión durante el campeonato.[82] A su lugar, lo reemplaza Gabriel Heinze, que viene de debutar como entrenador en Godoy Cruz, el 15 de junio. En su debut como entrenador del "Tomba", logra una victoria de local ante Crucero del Norte, venciéndolo por 3-0.[83] El paso de Heinze no fue de lo más exitoso, solo logró 2 victorias —una en su debut y otra en el Clásico de Cuyo, a San Martín (SJ), al que le rompió un invicto de 15 meses como local—, 2 empates y 6 derrotas, obteniendo una efectividad del 27%.
- Transición 2016: El reemplazo de Oldrá, para el «Torneo de Transición 2016» fue Sebastián Méndez. En el inicio de la temporada 2016, Godoy Cruz realizó un gran primer semestre aprovechando un torneo corto que se jugó por 2 zonas de 15 equipos cada uno. El "Expreso" comenzó la temporada en la ‹Zona 1› perdiendo ante Rosario Central en Arroyito 1-0, igual fue de menor a mayor y llegó a la fecha final con claras chances de ganar su grupo y medirse con Lanús —ganador de la ‹Zona 2›— para definir el campeón. En la última jornada el "Tomba" perdió 2-0 con San Martín de San Juan y gracias al empate de San Lorenzo ante Banfield fue el "Ciclón" el que disputó el partido definitorio con el "Granate". Godoy Cruz jugó por el tercer lugar en Córdoba ante Estudiantes y fue derrotando, cerrando el torneo en un muy buen cuarto puesto lo que le dio la chance de jugar en 2017 su tercer «Copa Libertadores».
- 2016-17: El comienzo de temporada para el equipo no fue bueno: Méndez deja de ser el técnico del equipo, y su sucesor para dirigir al Tomba en la segunda mitad del torneo es Lucas Bernardi,[84] que tuvo una buena campaña con Godoy Cruz, logrando con el equipo la histórica clasificación a ‹octavos de final› de la «Copa Libertadores», aunque el rendimiento del equipo no fue convincente. A partir de la temporada siguiente, Bernardi deja de ser el entrenador del equipo, sería despedido después del partido de Godoy Cruz contra Gremio por los ‹octavos de final› de la «Conmebol Libertadores».[85]
- 2017-18: El campeonato pasa a llamarse «Superliga Argentina», y en esta temporada la disputaron 28 equipos. Tras la salida de Lucas Bernardi de la dirección técnica, asume el uruguayo Mauricio Larriera, quien dirigió al equipo solo en la primera mitad del campeonato.[86] El equipo de Larriera ganó todos sus partidos de local mientras dirigió a Godoy Cruz, sin embargo, de manera visitante logró solo una victoria y muchas derrotas; Larriera presentó su renuncia a fin de año, después de que el equipo no ha logrado tener rendimiento de juego.[87] Días después asume Diego Dabove para ser el entrenador de Godoy Cruz en la segunda parte del torneo, venía de dirigir a la reserva del club;[88] el equipo dirigido por Dabove logró una identidad de juego, de los 16 partidos jugados en el semestre, ganó 12, empató 3 y perdió solo uno, en medio de esta campaña, Godoy Cruz logró un récord de 6 victorias consecutivas. El equipo tombino fue posicionado como uno de los mejores equipos con mejor rendimiento del mundo, obteniendo el 81,25% de efectividad.[89] Gracias a esta campaña, Godoy Cruz se aseguró por cuarta vez la clasificación a la «Copa Conmebol Libertadores 2019».[90] El 13 de mayo de 2018, Godoy Cruz consiguió el primer subcampeonato de la historia, obteniendo 56 puntos en la temporada, a 2 puntos de Boca Juniors.[91][92] La campaña de Godoy Cruz en la «Superliga» fue la mejor de su historia y una de las mejores que ha hecho un equipo del Interior en «Primera División».[93]

| \| Formación \| \| Leonardo Burian \| \| Luciano Abecasis \| \| Diego Viera \| \| Tomás Cardona \| \| Fabrizio Angileri \| \| Agustín Verdugo \| \| Jalil Elías \| \| Ángel González \| \| Guillermo Fernández \| \| Juan Fernando Garro \| \| Santiago García \| \| Diego Dabove \| | L. Burian · F. Angileri · D. Viera · L. Abecasis · Pol Fernández · J. Garro · A. Verdugo · S. García · A. González · T. Cardona · J. Elías · |
| Formación | |
| Leonardo Burian | |
| Luciano Abecasis | |
| Diego Viera | |
| Tomás Cardona | |
| Fabrizio Angileri | |
| Agustín Verdugo | |
| Jalil Elías | |
| Ángel González | |
| Guillermo Fernández | |
| Juan Fernando Garro | |
| Santiago García | |
| Diego Dabove | |

| Formación           |
| Leonardo Burian     |
| Luciano Abecasis    |
| Diego Viera         |
| Tomás Cardona       |
| Fabrizio Angileri   |
| Agustín Verdugo     |
| Jalil Elías         |
| Ángel González      |
| Guillermo Fernández |
| Juan Fernando Garro |
| Santiago García     |
| Diego Dabove        |

También formaron parte del plantel, los porteros Roberto Ramírez, Ramiro Martínez y Juan Cruz Bolado; los defensores Leonel Galeano, Brian Alférez, Sebastián Olivares, Facundo Cobos y Cristian Báez; los mediocampistas Walter Serrano, Valentín Burgoa, Luciano Pizarro, Fabián Henríquez, Diego Riolfo, Felipe Rodríguez, Juan Andrada, Leandro Lencinas y Agustín Manzur; y los delanteros Victorio Ramis, Tomás Badaloni, Lucas Agüero y Ezequiel Bullaude.
- 2018-19: Después de su excelente campaña, el equipo tombino no logró ser protagonista en esta temporada de «Superliga»; Diego Dabove dirigió la primera mitad del torneo, obteniendo buenos resultados y dejando al equipo en zona de «Copa Sudamericana», a fines de noviembre, Dabove anunció su desvinculación con Godoy Cruz.[94] El entrenador que remplazó a Dabove fue Marcelo Gómez, que viene hacer su debut como técnico profesional,[95] el paso del Negro Gómez, con el mexicano Francisco Gómez como su ayudante de campo, no fue positivo, dirigió 6 partidos, de los cuales ganó uno y perdió cinco, por lo que Gómez no siguió como entrenador del Tomba;[96] su reemplazo fue Lucas Bernardi, quien dirigió al equipo en 2017. Godoy Cruz finalizó en el 14° puesto sin posibilidad de jugar la «Copa Sudamericana 2020».
- 2019-20: Godoy Cruz tuvo una pobre campaña, logrando 18 puntos en 23 partidos diputados. En la temporada, el equipo cambió 4 veces de entrenador, iniciando con Lucas Bernardi, dirigiendo 3 partidos, los cuales no consiguió puntos, su reemplazo fue Javier Patalano, quien dirigió el plantel de reserva, pasó a dirigir el plantel profesional de forma interina solo 3 partidos; Patalano debutó con una victoria frente a Estudiantes (LP) por 2-1 de local, después pierde sus 2 últimos partidos frente a Racing Club y Argentinos Juniors; su reemplazo fue Daniel Oldrá, quien estuvo al frente del equipo hasta fin de año; Oldrà como DT cosechó 6 puntos por las victorias logradas ante Aldosivi y Patronato por 3-2 y 2-0, respectivamente. Al reinicio de la temporada, Godoy Cruz contrata a Mario Sciacqua, quien dirigió 6 partidos, logrando ganar 3 partidos y perder los 3 restantes, las victorias obtenidas fueron ante Huracán, Vélez Sarsfield y Newell´s Old Boys. Mencionado anteriormente, Godoy Cruz finalizó último con 18 puntos al igual que Colón de Santa Fe, pero con peor diferencia de gol, obteniendo 6 PG, 17 PP y ningún empate.
- 2021: Para la temporada 2021 el cual Godoy Cruz disputó sus primeros encuentros en el Estadio Feliciano Gambarte y bajo la dirección téctica de Sebastian Méndez y posteriormente de Diego Flores —quien debutó como DT profesional en el equipo— finaliza el torneo en el 17ª puesto con 31 unidades, producto de 8 victorias, 7 empates y 10 derrotas.
- 2022: Para la temporada 2022, donde Godoy Cruz estuvo comprometido en los promedios del descenso, finalizó el campeonato con 35 unidades, producto de 9 victorias, 8 empates y 10 derrotas. El "Tomba" bajo la dirección técnica de la dupla Favio Orsi y Sergio Gómez, logra el objetivo de permanecer en la primera categoría del fútbol argentino.
- 2023: Para la temporada 2023, Godoy Cruz logra una muy buena campaña, bajo la conducción técnica de Diego Flores y posteriormente de Daniel Oldrá, donde logra la 9.ª posición del torneo con 41 unidades, producto de 11 victorias, 8 empates y 8 derrotas.

#### Copa Argentina
- 1969: Godoy Cruz se enfrentó con Chacarita Jrs. de Buenos Aires para disputar con el equipo porteño el primer partido de la primera rueda de la edición 1969 de la «Copa Argentina» de la AFA y además inaugurar la primera etapa de la moderna iluminación de su estadio. En esta Copa, el Expreso representaba a la «Liga Mendocina de Fútbol» en su condición de campeón de la «LMF» de 1968 y Chacarita Juniors a la AFA, en un sistema muy particular de eliminación a dos encuentros entre equipos provincianos y afistas. Ese día Godoy Cruz fue derrotado sin atenuantes, luego de ir ganando por un tanto, por un marcador de 3-1 a favor del "Funebrero". El partido fue dirigido por el árbitro Roberto Pablo Cruces, con la asistencia en las líneas de Derval Parentti y Jorge Galve. El gol bodeguero fue anotado por Jorge Núñez a los 13 minutos del primer tiempo. Con este resultado Godoy Cruz sería eliminado de la competición al perder el partido de vuelta por un tanteador de 3-2, en el encuentro que jugaría en el Estadio del Club el 9 de febrero de ese año. Fue notable que la eliminación estuviera a manos de la base del gran equipo "funebrero" que sería campeón del «Metropolitano 1969».[n. 6][97]
- 2011-12: Por la «Copa Argentina» Godoy Cruz se enfrentó ante Sportivo Italiano en San Juan por los treintaidosavos de final, quedando eliminado por penales tras el empate 2-2 en el partido.[98]
- 2012-13: Godoy Cruz debuta por los ‹veinticuatroavos de final› ante Chacarita Juniors, el encuentro terminó 0-0 por lo que el partido se definía por penales, donde terminó 7-6 a favor del Bodeguero gracias a la atajada del arquero Torrico en el último tiro.[99] Por los ‹dieciseisavos de final› jugó el cortejo ante Huracán de Parque Patricios, que terminó 0-0, como ocurrió en el encuentro anterior, disputando el tiro de los 12 pasos, que fue favorable una vez más a Godoy Cruz ganando 5-3.[100] Después por los ‹octavos de final› jugaba ante Olimpo de Bahía Blanca, el partido terminó 3-2 a favor de Godoy Cruz, los 3 tantos del Tomba fueron convertidos por Rodrigo Salinas.[101] Más tarde por los ‹cuartos de final›, se enfrenta a Arsenal de Sarandí, encuentro que termina favorable al "Viaducto", que terminó ganando 1-0, así Godoy Cruz queda eliminado del certamen.[102]
- 2013-14: Por los ‹dieciseisavos de final›, Godoy Cruz empató 3-3 con Defensa y Justicia, partido que el Tomba perdía 3-0, y con un triplete de Facundo Castillón, logró empatar el partido; sin embargo, Godoy Cruz cae con el Halcón por penales.
- 2014-15: Por los ‹treintaidosavos de final›, cae 1-0 contra el Deportivo Español, partido que se disputó en Córdoba.[103]
- 2015-16: Godoy Cruz debuta en la temporada de la Copa por los ‹treintaidosavos de final›, venciendo 2-0 a Estudiantes de Caseros; en la siguiente ronda, derrotó a Banfield por 1-0; y finalmente pierde por ‹octavos de final› ante San Lorenzo por 3-1.
- 2016-17: Por ‹treintaidosavos de final›, Godoy Cruz debuta con un triunfo ante Ramón Santamarina por 3-0; en la siguiente ronda, enfrenta a Newell's Old Boys, derrotando sobre el final a la lepra rosarina por 2-1; para ‹octavos de final›, vuelve a enfrentarse, como en el campeonato anterior a Banfield, fue otra victoria del Tomba ante el Taladro, en Alta Córdoba; finalmente en la siguiente ronda, Godoy Cruz fue derrotado 3-2 ante Rosario Central, partido que el Tomba ganaba 2-0 y el Canalla lo dio vuelta en el segundo tiempo.
- 2017-18: Por ‹treintaidosavos de final›, Godoy Cruz debuta ante Defensores Unidos de Zárate; el encuentro entre el Tomba y el CADU terminó 1-1, Godoy Cruz quedó eliminado tempranamente del certamen en definición por penales 4-3.
- 2018-19: Por ‹32avos de final›, Godoy Cruz debuta ante Deportivo Armenio, encuentro que finalizó 2-1 a favor del Tomba sobre el final del partido, gracias al doblete de Victorio Ramis; en la siguiente ronda, se enfrentó a River Plate, con el que termina cayendo por 1-0, partido que se disputó en el Estadio «La Fortaleza» de Lanús.
- 2020-21: Godoy Cruz debutó en el certamen, en diciembre de 2020 ante JJ Urquiza, partido correspondiente a los ‹32avos de final› que ganó el "Tomba" 3-1; en ‹16avos de final›, derrotó a Boca Unidos por 2-0; en ‹Octavos de final›, empata el partido en el Estadio Mario Alberto Kempes con Racing Club 3-3 y ganó por penales 5-4; en ‹Cuartos de final›, vuelve a jugar en el mismo estadio contra Tigre, partido que Godoy Cruz gana por la mínima, avanzando por primera vez a las ‹Semifinales› del campeonato; para ese encuentro se enfrenta contra Talleres de Córdoba en el Estadio Juan Gilberto Funes, dónde el Tomba cae por la mínima.
- 2022: Godoy Cruz inicia el torneo en los ‹32avos de final› venciendo a Tristán Suárez 2-0; en los ‹16avos de final› derrota a Lanús por 3-1; en los ‹8vos de final› iguala con Belgrano (Cba.) 0-0, y derrota al Pirata por penales; en ‹4tos de final› queda eliminado por penales ante Banfield, después de igualar 1-1 con el Taladro.
- 2023: Godoy Cruz debuta en el torneo ante Defensores Unidos, venciendo al CADU 3-1 en ‹32 avos de final›; el Tomba quedó eliminado de la competencia en ‹16 avos de final› ante Villa Mitre de Bahía Blanca por penales.

#### Copa de la Liga Profesional
- 2020: El torneo intermedio denominado también «Copa Diego Armando Maradona», dio lugar a los 24 equipos de Primera División vigentes, inició en noviembre de 2020 y finalizó en enero de 2021, en dicha competencia, Godoy Cruz compartió con Banfield, River Plate y Rosario Central la ‹Zona 3›, el Tomba" tuvo una campaña olvidable, cosechando un empate y 5 derrotas; para la siguiente etapa, en ‹Zona Complementación›, compartió el ‹Grupo B› con otros 5 equipos, tuvo una leve recuperación al obtener una victoria contra Estudiantes de La Plata, un empate y 3 derrotas; en medio de éste campeonato, Godoy Cruz tuvo dos entrenadores, iniciando con Diego Martínez y finalizando con Daniel Oldrá.
- 2021: El torneo se dividió en dos grupos de 13 equipos, Godoy Cruz ocupó el ‹Grupo A›, en el campeonato obtuvo el 10° puesto con 15 puntos, producto de 4 victorias, 3 empates y 6 derrotas.
- 2022: Con el mismo formato del torneo anterior, aunque con un equipo más por grupo, Godoy Cruz ocupó el ‹Grupo B›, obteniendo el 11° puesto con 16 puntos, producto de 3 victorias, 7 empates y 4 derrotas.
- 2023: Siguiendo el formato del torneo anterior, Godoy Cruz finaliza en la 2.ª posición de la ‹Zona B› con 22 puntos, logrando la clasificación a la siguiente ronda por primera vez en el torneo. Por los ‹4tos de final› se enfrentó a Banfield, partido que finalizó 0-0, y donde el Tomba vence al Taladro 5-3 en los penales; en ‹Semifinales› empató 1-1 ante Platense, donde cae ente el Calamar 6-5 en la definición de penales. Gracias a los puntos obtenidos por torneo y por copa de la temporada, el Expreso logró 63 puntos, los cuales le posibilitaron al equipo clasificar por quinta vez a la «Copa Libertadores» en su historia.

#### Copa Libertadores de América
Godoy Cruz es el vigésimo tercer equipo argentino y quinto club del interior en disputar torneos internacionales, su primera participación fue en la «Copa Libertadores 2011». El Tomba es el club inderectamente afiliado que más veces disputó torneos continentales, con siete participaciones —5 «Copas Libertadores» y 2 «Copas Sudamericana»—.
- Copa Libertadores 2011

En el debut de la «Copa Libertadores 2011», por el <Grupo 8>, el "Tomba" derrota a LDU Quito por 2-1, en el segundo partido cae de local frente a Peñarol por 3-1, en el tercer partido vuelve a la victoria frente a Independiente en Avellaneda (Buenos Aires) ganándole por 3-1, después vuelve a enfrentar al Rojo en condición de local y el partido termina 1-1, en el quinto partido el "Expreso" viaja a Uruguay para enfrentar a Peñarol, el partido terminó 2-1 a favor de los Carboneros y en la última fecha viaja a Ecuador para enfrentar a LDU Quito, el partido no favoreció al "Bodeguero" ya que perdió 2-0 con el conjunto ecuatoriano.
Y así con el "Polilla" Jorge Da Silva en la conducción, se realizó una muy digna «Copa Libertadores 2011», no pasando de fase por solo dos puntos. Rubén Ramírez fue el máximo anotador el equipo en el torneo con 3 goles.
Fase de grupos
| Fecha         | Lugar      | Local         | Resultado | Visitante     |
| ------------- | ---------- | ------------- | --------- | ------------- |
| 17 de febrero | Mendoza    | Godoy Cruz    | 2-1       | Liga de Quito |
| 1 de marzo    | Mendoza    | Godoy Cruz    | 1-3       | Peñarol       |
| 10 de marzo   | Avellaneda | Independiente | 1-3       | Godoy Cruz    |
| 23 de marzo   | Mendoza    | Godoy Cruz    | 1-1       | Independiente |
| 31 de marzo   | Montevideo | Peñarol       | 2-1       | Godoy Cruz    |
| 12 de abril   | Quito      | Liga de Quito | 2-0       | Godoy Cruz    |

Tabla clasificatoria
| Equipo        | Pts | PJ | PG | PE | PP | GF | GC | DG |
| ------------- | --- | -- | -- | -- | -- | -- | -- | -- |
| Liga de Quito | 10  | 6  | 3  | 1  | 2  | 12 | 4  | 8  |
| Peñarol       | 9   | 6  | 3  | 0  | 3  | 6  | 11 | -5 |
| Independiente | 8   | 6  | 2  | 2  | 2  | 7  | 8  | -1 |
| Godoy Cruz    | 7   | 6  | 2  | 1  | 3  | 8  | 10 | -2 |

- Copa Libertadores 2012

En el debut de la «Copa Libertadores 2012», otra vez por el <Grupo 8> derrotó por 1-0 a Peñarol, después pierde por goleada frente a Universidad de Chile en el país "trasandino" y empató por 4 a 4 y 2 a 2 con Atlético Nacional en la fase de grupos.
Godoy Cruz quedó nuevamente eliminado tras ser derrotado 1-0 por Universidad de Chile con una fecha de anticipación. Leandro Caruso fue el máximo anotador del equipo con 3 goles.
Fase de grupos
| Fecha         | Lugar      | Local                | Resultado | Visitante            |
| ------------- | ---------- | -------------------- | --------- | -------------------- |
| 16 de febrero | Mendoza    | Godoy Cruz           | 1-0       | Peñarol              |
| 22 de febrero | Santiago   | Universidad de Chile | 5-1       | Godoy Cruz           |
| 8 de marzo    | Mendoza    | Godoy Cruz           | 4-4       | Atlético Nacional    |
| 22 de marzo   | Medellín   | Atlético Nacional    | 2-2       | Godoy Cruz           |
| 4 de abril    | Mendoza    | Godoy Cruz           | 0-1       | Universidad de Chile |
| 19 de abril   | Montevideo | Peñarol              | 4-2       | Godoy Cruz           |

Tabla Clasificatoria
| Equipo               | Pts | PJ | PG | PE | PP | GF | GC | DG |
| -------------------- | --- | -- | -- | -- | -- | -- | -- | -- |
| Universidad de Chile | 13  | 6  | 4  | 1  | 1  | 11 | 6  | 5  |
| Atlético Nacional    | 11  | 6  | 3  | 2  | 1  | 16 | 8  | 8  |
| Godoy Cruz           | 5   | 6  | 1  | 2  | 3  | 10 | 16 | -6 |
| Peñarol              | 4   | 6  | 1  | 1  | 4  | 6  | 13 | -7 |

- Conmebol Libertadores 2017

Luego de 5 años, Godoy Cruz vuelve a disputar el certamen continental más importante de América. Compartiendo grupo esta vez con Atlético Mineiro de Brasil, Libertad de Paraguay y Sport Boys Warnes de Bolivia.
En la primera jornada de la edición 2017, por el ‹Grupo 6›, el Tomba empata 1-1 con el conjunto brasileño, en el encuentro disputado en el Malvinas Argentinas. Luego, da una buena presentación en Asunción, ganándole a Libertad por 2-1, a lo que sigue la victoria como local ante los bolivianos, por 2-0.
En los encuentros de vuelta, vence por un marcador de 3-1 en su visita a Santa Cruz de la Sierra, empata en Mendoza 1-1 con el combinado paraguayo, clasificando así por primera vez a ‹octavos de final› una fecha antes, y finalmente cae goleado por 4-1 en Belo Horizonte, terminando así como segundo del grupo.
Ya en ‹Octavos de final› el rival que recibió en el sorteo fue Grêmio. En el partido de ida disputado en Mendoza cae 1-0 y en la vuelta, en Porto Alegre, vuelve a caer, esta vez 2-1, cerrando una histórica campaña en el torneo internacional. Javier Correa, Ángel González y Guillermo "Pol" Fernández fueron los máximos anotadores del equipo en el certamen con 3 goles cada uno.
Fase de grupos
| Fecha       | Lugar          | Local            | Resultado | Visitante        |
| ----------- | -------------- | ---------------- | --------- | ---------------- |
| 8 de marzo  | Mendoza        | Godoy Cruz       | 1-1       | Atlético Mineiro |
| 11 de abril | Asunción       | Libertad         | 1-2       | Godoy Cruz       |
| 20 de abril | Mendoza        | Godoy Cruz       | 2-0       | Sport Boys       |
| 27 de abril | Santa Cruz     | Sport Boys       | 1-3       | Godoy Cruz       |
| 4 de mayo   | Mendoza        | Godoy Cruz       | 1-1       | Libertad         |
| 16 de mayo  | Belo Horizonte | Atlético Mineiro | 4-1       | Godoy Cruz       |

Tabla clasificatoria
| Equipo           | Pts. | PJ | PG | PE | PP | GF | GC | Dif. |
| ---------------- | ---- | -- | -- | -- | -- | -- | -- | ---- |
| Atlético Mineiro | 13   | 6  | 4  | 1  | 1  | 17 | 6  | 11   |
| Godoy Cruz       | 11   | 6  | 3  | 2  | 1  | 10 | 8  | 2    |
| Libertad         | 6    | 6  | 1  | 3  | 2  | 7  | 9  | -2   |
| Sport Boys       | 2    | 6  | 0  | 2  | 4  | 8  | 19 | -11  |

Octavos de final
| Fechas        | Local ida  |     | Local vuelta | Ida | Vuelta | Global |
| ------------- | ---------- | --- | ------------ | --- | ------ | ------ |
| 4-jul y 9-ago | Godoy Cruz | vs. | Grêmio       | 0-1 | 1-2    | 1-3    |

- Conmebol Libertadores 2019

Godoy Cruz debuta en la Copa en <fase de grupos>, sus rivales en el Grupo son Olimpia de Paraguay, Sporting Cristal de Perú y Universidad de Concepción de Chile; los primeros tres partidos del Tomba terminaron en empate, 0-0 en Mendoza vs. Olimpia, 1-1 vs. Sp. Cristal en Lima y 0-0 con la U. de Concepción en la localidad homónima; Godoy Cruz sufre su primera derrota, al caer 1-2 ante La O en Asunción; después el Tomba logra dos importantes victorias de local, venciendo al Cervecero y a la U de Conce por 2-0 y 1-0 respectivamente. Los resultaron alcanzaron para que el equipo tombino entre como 2.º del grupo a <Octavos de final>, al obtener 9 puntos al igual que Olimpia, a diferencia que el equipo guaraní logró mayor diferencia de gol; en el sorteo le toca jugar con Palmeiras de Brasil, rival que elimina al Expreso del certamen, con resultados de 2-2 en Mendoza y 0-4 a favor del Verdão en São Paulo. Santiago "Morro" García fue el máximo anotador del equipo con 3 goles.
Fase de grupos
| Fecha       | Lugar      | Local                     | Resultado | Visitante                 |
| ----------- | ---------- | ------------------------- | --------- | ------------------------- |
| 5 de marzo  | Mendoza    | Godoy Cruz                | 0-0       | Olimpia                   |
| 12 de marzo | Lima       | Sporting Cristal          | 1-1       | Godoy Cruz                |
| 3 de abril  | Concepción | Universidad de Concepción | 0-0       | Godoy Cruz                |
| 9 de abril  | Asunción   | Olimpia                   | 2-1       | Godoy Cruz                |
| 23 de mayo  | Mendoza    | Godoy Cruz                | 2-0       | Sporting Cristal          |
| 9 de mayo   | Mendoza    | Godoy Cruz                | 1-0       | Universidad de Concepción |

Tabla clasificatoria
| Equipo                    | Pts | PJ | PG | PE | PP | GF | GC | Dif. |
| ------------------------- | --- | -- | -- | -- | -- | -- | -- | ---- |
| Olimpia                   | 9   | 6  | 2  | 3  | 1  | 9  | 6  | 3    |
| Godoy Cruz                | 9   | 6  | 2  | 3  | 1  | 5  | 3  | 2    |
| Sporting Cristal          | 7   | 6  | 2  | 1  | 3  | 8  | 11 | -3   |
| Universidad de Concepción | 6   | 6  | 1  | 3  | 2  | 9  | 11 | -2   |

Octavos de final
| Fechas          | Local ida  |     | Local vuelta | Ida | Vuelta | Global |
| --------------- | ---------- | --- | ------------ | --- | ------ | ------ |
| 23-jul y 30-jul | Godoy Cruz | vs. | Palmeiras    | 2-2 | 0-4    | 2-6    |

- Conmebol Libertadores 2024

Godoy Cruz disputó su quinta «Copa Libertadores», el cual queda eliminado en la ‹Fase preliminar› del certamen ante Colo-Colo; los encuentros se disputaron en Mendoza donde el Expreso cae por la mínima y posteriormente en Santiago de Chile donde el encuentro finalizó en empate.
Segunda fase
| Fechas          | Local ida  |     | Local vuelta | Ida | Vuelta | Global |
| --------------- | ---------- | --- | ------------ | --- | ------ | ------ |
| 22-feb y 29-feb | Godoy Cruz | vs. | Colo-Colo    | 0-1 | 0-0    | 0-1    |

#### Copa Sudamericana
- Copa Sudamericana 2011

En la «Copa Sudamericana 2011» en el partido de ida frente a Lanús, empata 2-2. En la vuelta empata nuevamente, pero esta vez por 0-0 y mediante la regla del gol de visitante pasa a los ‹octavos de final›. En los ‹Octavos› le toca con Universitario de Deportes, donde en la ida empata, en Mendoza 1-1, en la vuelta en Perú 1-1 otra vez, lo que los llevaría a los penales, donde el "Expreso" perdería con la "Crema" por 3-2.
Segunda fase
| Fechas         | Local ida |     | Local vuelta | Ida | Vuelta | Global |
| -------------- | --------- | --- | ------------ | --- | ------ | ------ |
| 31-ago y 7-sep | Lanús     | vs. | Godoy Cruz   | 2-2 | 0-0    | 2-2    |

Octavos de final
| Fechas          | Local ida  |     | Local vuelta  | Ida | Vuelta | Global       |
| --------------- | ---------- | --- | ------------- | --- | ------ | ------------ |
| 29-sep y 20-oct | Godoy Cruz | vs. | Universitario | 1-1 | 1-1    | 2-2 (2-3 p.) |

- Copa Sudamericana 2014

Después de dos años, Godoy Cruz disputa por segunda vez la «Copa Sudamericana», esta vez la del 2014, es su cuarta participación a nivel internacional. Si bien, el "Tomba" no pudo llegar a otra distancia del certamen más que la ‹segunda fase›, enfrentando a River Plate; el "Expreso", cayó en los dos encuentros, de ida y de vuelta, quedando eliminado de la competencia.
Segunda fase
| Fechas         | Local ida  |     | Local vuelta | Ida | Vuelta | Global |
| -------------- | ---------- | --- | ------------ | --- | ------ | ------ |
| 4-sep y 17-sep | Godoy Cruz | vs. | River Plate  | 0-1 | 0-2    | 0-3    |

#### Amistosos internacionales
- Primer amistoso

El 26 de marzo de 1933 Godoy Cruz enfrentó al Santiago Badminton Football Club de Santiago de Chile; que había sido invitado por el club bodeguero en su condición de campeón invicto de la «Primera División de Chile» en 1932. El encuentro tuvo lugar, ante una gran multitud de aficionados, en la cancha que la Institución tenía en Calles Castelli y Las Heras del Departamento de Godoy Cruz. El encuentro fue dirigido por el recordado árbitro mendocino Aldo Conte. En la ocasión el "Tomba" formó con: Basilici, González, Telli, Tejada, Suárez, Fernández Vega, Iluminatti, Abraham, Gil, García (reemplazado por Ordez) y Quinteros. El tanteador resultó favorable a los "trasandinos", con un marcador final de 3-2, dentro de un partido sumamente parejo en el que los bodegueros lograron igualarlo en dos ocasiones y luego de haber sido dominadores absolutos del segundo tiempo. Los tantos bodegueros fueron marcados en ambas ocasiones por Gil, el primero de tiro libre penal a los 24´ del primer tiempo y el segundo a los 30´del segundo tiempo. Esta presentación fue premonitoria para el futuro del "Bodeguero", puesto que durante el Campeonato de la Liga Mendocina de Fútbol 1933 cumpliría una de sus mejores temporadas, desde su creación. La delegación del Club chileno, había arribado el 17 de marzo y estaba compuesta por dirigentes y los jugadores Cabrera, Núñez, Donoso, Destefani, Sánchez, Palma, Torres, Núñez, Arancibia, Becerra y Luco.
- Internacional (BRA) vs. Godoy Cruz

Godoy Cruz realizó su primera gira internacional, precisamente por Brasil en enero de 1963. El Expreso se enfrentó a Sport Club Internacional en Porto Alegre, partido que terminó en favor del conjunto brasileño por 5-1.
- Cruzeiro (BRA) vs. Godoy Cruz

El Tomba disputó su segundo y último amistoso en Brasil ante Cruzeiro Esporte Clube; con otra derrota para el Expreso, en este caso fue 4-0. Godoy Cruz fue el primer y único club mendocino en iniciar una gira por el país carioca.
- Godoy Cruz vs. Santos (BRA)

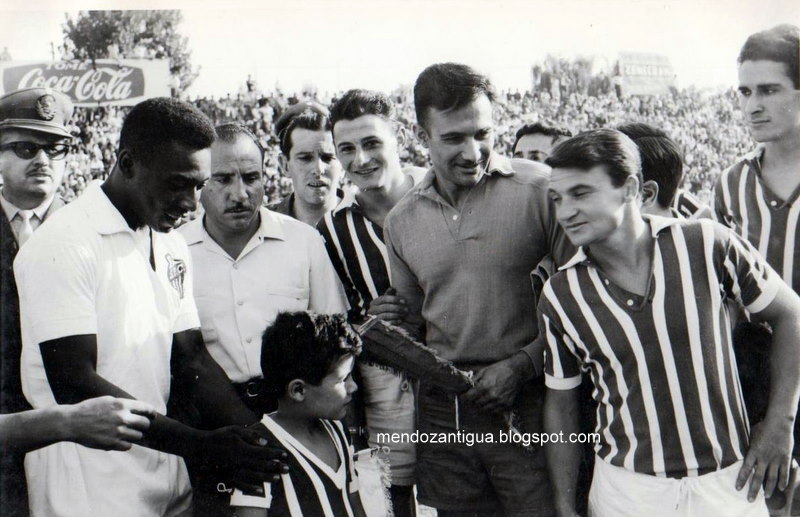
O' Rei Pelé en "La Bodega", 1964.

Godoy Cruz se engrandecía cada vez más como institución, el constante trabajo en divisiones inferiores lo llevó a ser hoy en día el líder en esa materia. Por esos años se produjeron dos acontecimientos muy importantes en la historia del fútbol mendocino: la visita del Santos Futebol Clube de Pelé al Feliciano Gambarte el 1 de marzo de 1964, en la cual el equipo brasileño derrotó al equipo tombino por 3-2. Los goles fueron marcados por Toninho a los 29′ del PT y los restantes en el ST por Hardaan Curi a los 4′, Peixinho a los 14′, Marchiori de penal a los 24′ y Peixinho a los 44′. Godoy Cruz formó con: Juan Filizzola, Atilio Marchiori, Hugo Sitta, Juan Carlos Díaz, Tito Torres, Jorge Entrerríos, Patricio Jofré, José María Feijoo, Víctor Legrotaglie, Lisboa (Hardaan Curi), Osvaldo Aliendro y Juan Fernández (Roberto Reggio). Los suplentes fueron: Pieruz, Cortez y Santilli y el director Técnico fue: Luis Alonso Pérez. Santos formó con: Gilmar, Ismael, Geraldinho, Mengalvio (Lima), Haroldo, Joel, Peixinho, Rossi, Toninho (Aldir), Pelé y Pepe (Dorval). Los suplentes fueron: Laercio, Juan Carlos, Dalmo y Zito y el director Técnico fue: Vianna Da Silva.
- Universidad de Chile vs. Godoy Cruz

Por los muy buenos desempeños que tuvo durante su gira a Chile en los partidos amistosos de 1969, Godoy Cruz fue invitado a prolongar su estadía para enfrentar al Club Universidad de Chile, encuentro que ganó el "Tomba" 3-0 al conjunto "Azul".
- Godoy Cruz vs. Selección Argentina

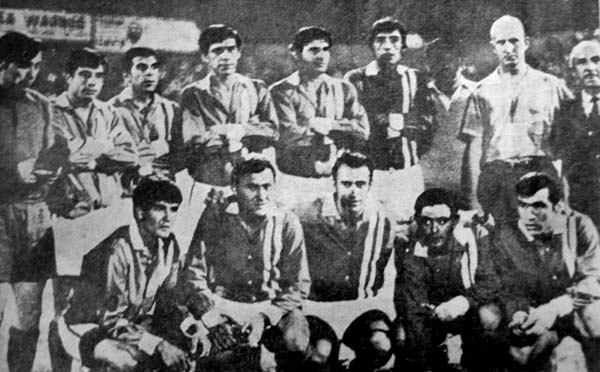
Equipo "tombino" que enfrentó, con vestimenta alternativa a la Selección Argentina

El otro cotejo fue la visita de la Selección Argentina en la Bodega el 28 de febrero de 1970, imponiéndose por un ajustado 3-2 el equipo tombino. Aunque la selección no jugó con todos sus titulares, ese triunfó no quitó méritos en los jugadores. Los tantos bodegueros fueron anotados por Gómez a los 7´, Garro a los 30´ y Castro a los 35´. Godoy Cruz formó con: Héctor Pedone, Juan Carlos Pereyra, Óscar Trentino, Luis Solé, Alberto Castro, Miguel Albarracín, Alcides José Schanz (Jorge Santilli), Hugo Manuel León, Orlando Garro, Óscar Gómez (refuerzo Juan de Dios González) y Mario Puppatto (refuerzo Carlos Lumbía) y el director Técnico fue Orlando Cippolla. Argentina formó con: Mario Agustín Cejas (Miguel Santoro), Óscar Malbernat, Roberto Perfumo, Roberto Rogel, Rubén Díaz, José Omar Pastoriza, Miguel Brindisi, Pedro González (Luis Giribert), Rodolfo Fischer, Carlos Veglio (Daniel Onega) y Óscar Más. Era Director Técnico Osvaldo Zubeldía.
- Selección de Chile vs. Godoy Cruz

El 15 de marzo de 1970 "El Expreso" fue de gira a Chile para enfrentarse ante la Selección chilena por el torneo amistoso «Cuadrangular Internacional de Temuco», el "Tomba" terminó derrotando a la "Roja" por 4-3, los goles "bodegueros" fueron anotados por Camargo a los 15´, Gómez a los 25´, Orlando Vicente Garro en dos ocasiones (a los 54´ y a los 87´), los goles de la Selección Trasandina fueron convertidos en dos ocasiones y de penal por Castro, a los 27´ y a los 91´ y el restante fue convertido por Messen. De este modo el "Tomba" de quedó con el Cuadrangular.
Godoy Cruz formó con: Héctor Pedone, Juan Carlos Pereyra, Óscar Trentino, Luis Solé, Alberto Castro, Miguel Albarracín, Alcides José Schanz (Jorge Santilli), Hugo Manuel León, Orlando Garro, Óscar Gómez (refuerzo Juan de Dios González) y Mario Puppatto (refuerzo Carlos Lumbía) y el director Técnico fue Orlando Cippolla.
Chile formó con: Adolfo Nef, Caupolicán Peña, Leonel Herrera Rojas (Elías Figueroa), Rafael González Córdova, Roberto Hodge, Alfonso Lara, Guillermo Páez, Eduardo Cortázar, Leonardo Véliz (Sergio Messen), Osvaldo Castro y Carlos Caszely. Era Director Técnico Francisco Hormazábal.
- Godoy Cruz vs. FK Inter Bratislava (CZE)

Por la «Copa Internacional de Vendimia» realizada en Mendoza en 1971, Godoy Cruz fue goleado 2-5 ante el conjunto checoslovaco FK Inter Bratislava. Además el Tomba tenía un encuentro pendiente en ese torneo con América RJ de Brasil, que finalmente no se disputó.
- Godoy Cruz vs. Selección de Polonia

En 1977, Godoy Cruz se enfrentó en un amistoso ante la Selección de Polonia, ocurrió cuando la selección europea fue de gira a Argentina hasta llegar a Mendoza para disputar un amistoso frente al Bodeguero, el partido finalizó 1-1.
- Godoy Cruz vs. Sevilla (ESP)

El 25 de mayo de 1990 el equipo español de Sevilla Fútbol Club fue de gira a Argentina, inclusive a Mendoza para enfrentarse en un amistoso frente a Godoy Cruz, en el Feliciano Gambarte, en ese encuentro jugaban Norberto Alonso y Ricardo Gareca para "El Expreso". El partido terminó 2-0 a favor de Sevilla.
- Godoy Cruz vs. Nacional (URU)

Llegado 2007, Godoy Cruz disputó un partido amistoso en verano en el Malvinas Argentinas ante el Club Nacional de Football, el amistoso terminó con goleada 5-0 ante la entidad uruguaya, los tantos fueron convertidos por Martín Arzuaga, Gustavo Pinto, Salomón, Poy y Torresi.
- Colo-Colo (CHI) vs. Godoy Cruz

El 10 de enero de 2020, Godoy Cruz juega un amistoso en Santiago de Chile ante el Club Social y Deportivo Colo-Colo en el Estadio Monumental, encuentro que terminó 2-2. Los goles del "Tomba" fueron convertidos por Gabriel Carrasco y Tomás Badaloni.
- Otros amistosos[131]
  - Godoy Cruz 2-1 Everton de Viña del Mar (CHI) - 4 de marzo de 1954.
  - Godoy Cruz 1-1 Grêmio Esportivo Flamengo (BRA) - 25 de abril de 1962.
  - Godoy Cruz 1-4 Bangu Atlético Clube (BRA) - 16 de febrero de 1964.
  - Club Deportes Concepción (CHI) 0-2 Godoy Cruz - 15 de febrero de 1969.
  - Huachipato (CHI) 0-1 Godoy Cruz - 18 de febrero de 1969.
  - Santiago Wanderers (CHI) 0-1 Godoy Cruz - 21 de febrero de 1969.
  - Godoy Cruz 3-0 Guarani Futebol Clube (BRA) - 12 de marzo de 1969.
  - Green Closs-Temuco (CHI) 0-0 Godoy Cruz - 8 de marzo de 1970.
  - Green Closs-Temuco (CHI) 1-2 Godoy Cruz - 14 de marzo de 1970.
  - Unión Española (CHI) 2-2 Godoy Cruz - 1976.
  - Godoy Cruz 1-0 Audax Italiano (CHI) - 1992.
  - Godoy Cruz 2-0 Magallanes (CHI) - 1992.

## Presidentes
A lo largo de sus 104 años de historia, Godoy Cruz Antonio Tomba ha tenido más de treinta presidentes, que tuvieron la responsabilidad de conducir los destinos institucionales del club. Los mismos fueron:
| Presidentes de Godoy Cruz Antonio Tomba |
| |
| - (1921) - Romero Garay - (1921-1922) - Fernando Della Motta - (1922) - Adolfo Bernabó - (1923) - Manuel Campoy - (1924-1926) - Enrique Torres - (1927-1929) - Adolfo Bernabó - (1930) - Dardo García - (1931) - Francisco Sibecas - (1932) - Luis Colombo - (1933) - Feliciano Gambarte - (1934) - Luis Colombo - (1935) - Marcial Suárez - S/D - (¿?) - Jorge Schmitt - S/D - (¿?) - Luis Filippini - (¿?) - Ángel Rodríguez - (¿?) - Hector Walter Rodríguez - S/D - (1967-1969) - Enzo Boldrini - S/D - ¿? - Onofre Roberto Cipolla - S/D - (1977-1981) - Roberto Mauro - (1982-2005) - Julio Vega - (2005-2013) - Mario Contreras - (2013-2021) - José Mansur - (2021-presente) - Alejandro Chapini |
| |

### Comisión Directiva
La actual comisión directiva de Godoy Cruz Antonio Tomba está formada por:
| Comisión Directiva |
| |
| - Presidente: - Alejandro Chapini - Vicepresidente 1°: - José Mansur - Vicepresidente 2°: - Alfredo Dantiaq Sánchez - Secretario: - Héctor Trubiano - Prosecretario: - Andrés Zavattieri - Secretario de Actas : - Pedro Javier Urquizu - Tesorero: - Juan Manuel Sarmiento García - Protesorero: - Emiliano Germán Zarco |
| |

| Vocales de C. Directiva |
| |
| - Vocales titulares: - Sergio Biskupovich - Marcelo López - Pablo Nievas - Emiliano Ruedi - Alejandro Malisani - Mariano Buenanueva - Vocales suplentes: - Carlos Suraci - Carlos Malisani - Rubén Almeida - Fernando Dantiacq Sánchez - Martín Renna - Sebastián Cañizares - Fabricio Marengo |
| |

| Revisores de cuenta de C. Directiva |
| |
| - Revisores de cuenta titulares - Jorge Fernández - Eduardo Riesco - Juan Rondinini - Revisores de cuenta suplentes - Leandro Renna - Giuliana Trubiano - Martín Almanza |
| |

## Símbolos

### Escudo
El escudo de Godoy Cruz ha dado varios cambios significativos a partir de su origen hasta la década del sesenta, a partir de ese lapso, el emblema no tuvo muchas modificaciones. La primera insignia, en 1921, consistía en un círculo bordado en color azul y blanco, y la descripción de las siglas «C.S.G.C» en el centro. En la década del treinta, la insignia consistía de un hexágono azul que mencionaba «G. CRUZ TOMBA», en color blanco; a principios de la década del cuarenta el emblema tuvo un cambio rotundo a su forma, constaba de un escudo azul en forma de blasón con 11 franjas blancas de contexto fino, con las siglas «C.S.G.C.T.» en forma diagonal sobre una franja azul de dicha posición; a fines de la década del cuarenta, el escudo fue bastante diferente al anterior, este mismo consistía de 9 franjas —5 azules y 4 blancas— mencionando «C.D. GODOY CRUZ A.T.» en forma diagonal sobre una franja blanca de mencionada posición; a fines de la década del sesenta, el escudo se basaba de borde azul de complexión fina con otro borde interno blanco compuesta de 7 franjas —4 azules y 3 blancas— con las iniciales —que hoy en día modela el escudo— de «C.D.G.C.A.T.».

|         |       |       |           |           |         |         |                   |                 |
| 1925-31 | 1930s | 1940s | 1940s-50s | 1960s-80s | 1987-93 | 1994-01 | 2001-06 / 2017-18 | 2007-16 / 2018- |

### Himno
| “El Expreso” |
| |
| «Es Godoy Cruz serio rival, Y al balonpié saben jugar; Y los muchachos con heroísmo, Saben ganar, y también saben perder. Nosotros también con entusiasmo demostramos con fervor, Que tu bandera azul y blanca, es digna de admisión; Y en los campos del deporte es glorioso tu pendón, La muchachada del Expreso, siempre demuestra gran corazón; Hasta el final de los partidos, siempre luchan con entusiasmo y valor. Ese arquerito y los foot backs, que da gusto verlos jugar, La línea media y la delantera se desempeña con tesón; Porque la barra del Expreso los alienta de corazón. Siempre adelante es la consigna, Que de los hinchas es su mandato, Siempre adelante hasta triunfar, Siempre adelante con bravura sin igual.» Marcha del Club Sportivo Godoy Cruz Tomba (1937). Letra y música: Rogelio Budini. |
| |

### Personalidades destacadas
Son los referentes, dirigentes y otras figuras históricas del Club Deportivo Godoy Cruz Antonio Tomba:
- Antonio Tomba

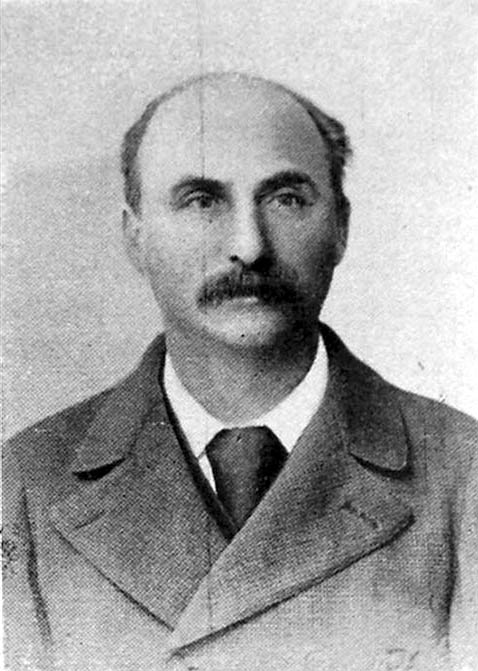
Antonio Tomba

En 1849, en Valdagno, al norte de Italia, nació Antonio Tomba. Desde que era un niño soñó con venir a América. Siendo casi un adolescente ingresó en la milicia y participó del ejército del célebre Giuseppe Garibaldi. Al salir del servicio militar, Antonio ingresó a trabajar en una fábrica en Génova. Poco tiempo estuvo allí, en 1875, con 26 años de edad, decidió embarcarse rumbo a Buenos Aires en el Vapor Bird de América.
Durante los primeros 11 años de su estadía en el país trabajo entre la Capital y Villa Mercedes como abastecedor del ferrocarril, en realidad él quería ser empleado de dicha empresa pero por problemas de salud fue imposible. Junto con dicho ferrocarril que estaba tendiendo las líneas que conducirían a Mendoza, llega a Villa Mercedes, San Luis, donde vendía sus viandas al personal ferroviario. Con el dinero ganado, decide avanzar y arribar a Mendoza. Se instala en el departamento de Belgrano (así se llamaba el actual "Godoy Cruz" para establecerse definitivamente). Abrió un negocio de almacén y tienda, que se convirtió en el mayor comercio del tranquilo y despoblado departamento.
Por ser un hombre mayor consideró que ya era tiempo de formar una familia. Eligió para casarse a Olaya Pescara Maure, que vivía enfrente de su casa. Esta mujer ya era mayor por lo que su padre aceptó el pedido de mano de este inmigrante. Olaya aporto al matrimonio sus importantes apellidos y el terreno donde se construyó la bodega. Así emprendió la actividad vitivinícola con gran éxito, el negocio del vino le permitió rápidamente progresar y traer desde Italia a sus hermanos que incorporó a la sociedad. El establecimiento se transforma en uno de los importantes de Argentina, produciendo el 60 % del vino que se consumía en el país y también exportando parte de producción, llegando sus vinos desde Italia. Desde ese país trajo nuevas variedades de cepas, además incorpora al establecimiento vasijas de roble de Nancy que mejoran el bouquet del vino y moderniza asimismo los sistemas de molienda y filtración. Por otro lado la bodega hizo crecer al departamento, incrementándose notablemente la población, en esos tiempos ya se veía la calidad de persona que era Don Antonio, quien donaba terrenos a sus empleados para que construyeron sus viviendas.
Corría 1899 y Antonio Tomba percibe que se le acentuaban los síntomas de una grave enfermedad. Lo atendió el Dr. Jacinto Álvarez, quien le recomendó que fuera a consultar a Buenos Aires. En la Capital le operaron los Dres. Güemes y Decoud el 19 de septiembre. La operación sirvió para comprobar que el cáncer lo estaba matando inexorablemente, por lo que regresó a Mendoza y luego, a fines del mes de octubre, decidió regresar a su patria en compañía de su esposa y de su hijo Luis a esperar el final, el 6 de noviembre, en plena travesía murió en brazos de Olaya. Antes de arrojar su cuerpo al mar le extrajeron el corazón para se enterrado. Con el tiempo la familia construyó en Valdagno un mausoleo.
En Godoy Cruz la memoria de Don Antonio quedó muy alta. Ayudó en la construcción del «Hospital "El Carmen"» y fomentó la creación del "Club de los Obreros de la Bodega" entre otras obras.
- Feliciano Gambarte

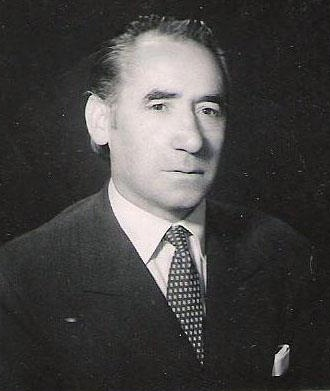
Don Feliciano Gambarte

Feliciano había nacido en 1900 en Navarra, España, y desde muy chico se radicó con su familia en Mendoza donde tomó la carta de ciudadanía argentina. Casado con Cyntia Quevedo, tuvo tres hijos: Adolfo Juan (médico cardiólogo), Alberto Orlando (empleado en una compañía financiera) y Susana Alicia (docente) además de 9 nietos que no conoció y que nunca pudo disfrutar; María Gabriela, Paulo, Mauricio, Laura, Julián, Ignacio, María Eugenia, María Soledad y María Jimena y 6 bisnietos.
Se lo recuerda como un hombre de bien, que hizo un culto de la ética, la honestidad y el respeto, excelente padre de familia, incansable luchador, visionario del pasado, inspirador de los actuales colores azul y blanco de rayas finas verticales de la camiseta "tombina", alma mater de la construcción del estadio de la calle Balcarce que fuera inaugurado en 1959, quien a lo largo de 40 años entre 1921 y 1961, primero como entusiasta y aplicado deportista y después como valioso y tesonero dirigente, se convirtió en el gran responsable de la grandeza institucional de Godoy Cruz Antonio Tomba que con el paso del tiempo y de tanto mirar el cielo llegó tan alto como sus mismos sueños y se convirtió en un legítimo orgullo para el fútbol mendocino, hoy no solo a nivel nacional sino también internacional.
En la actividad privada fue socio gerente de la empresa «Miguel Rosso e Hijos», responsable de la construcción del Edificio Gómez en la esquina de Garibaldi y la Av. San Martín que durante mucho tiempo fue el más alto de la provincia y de la refacción entre otros del actual Pasaje San Martín y del desaparecido Colegio de los Hermanos Maristas en el centro de la ciudad.
En 1974 por la Ordenanza del Concejo Deliberante de Godoy Cruz se instituyó con su nombre a una calle del barrio Arizu en ese departamento y en 1987, bajo la presidencia de Julio Alberto Vega, por iniciativa de Sixto Amezqueta, el moderno estadio de la calle Balcarce que con tanto empeño ayudó a construir pasó a llamarse como su nombre.
El 3 de octubre de 1986, con motivo de 27.º aniversario de la inauguración del segundo estadio de Godoy Cruz, le fue impuesto al nombre de "Nuevo Estadio" con el nombre de «Estadio Feliciano Gambarte», justamente por el reconocimiento a su loable actividad en beneficio de la Institución.
- José Roberto López

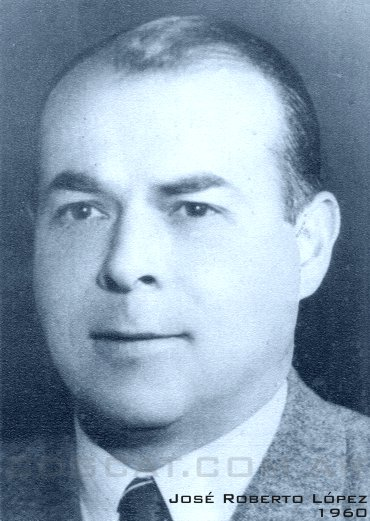
José Roberto López

Nació en la Ciudad de Buenos Aires el 13 de marzo de 1898, lugar donde curso sus estudios en el prestigioso «Colegio Nacional Carlos Pellegrini». Con el paso de los años esta persona se convertiría en uno de los más destacados y activos socios y colaboradores del Club Deportivo Godoy Cruz Antonio Tomba.
En 1928 llegó a la Provincia de Mendoza y contrajo matrimonio en 1930 radicándose definitivamente en la Calle Garibaldi número 150 del Departamento de Godoy Cruz. Por esos años inició su fiel y larga relación con la Institución y con la comunidad del Departamento de Godoy Cruz. Tuvo activa participación en el proceso de fusión de los clubes Sportivo Godoy Cruz Y Deportivo Bodega Antonio Tomba. El 26 de septiembre de 1930 tuvo el honor de ser elegido Tesorero de la Primera Comisión Directiva que tuvo el refundado Club Deportivo Godoy Cruz Antonio Tomba. En 1933, 1934 y 1935 fue elegido Vocal de las Comisiones Directivas de esos ejercicios.
El 21 de abril de 1933 fue nombrado, junto a los socios y dirigentes Abelardo Ferreyra y Nicolás Comizzo, encargado de gestionar la personería jurídica de la Institución. Sin bien siguió cumpliendo diversas funciones dentro del Club en la que más se destacó fue, por sus dotes naturales, en la búsqueda e incorporación de niños y jóvenes a las Divisiones Menores de la Institución. A menudo se lo podía ver recorriendo baldíos y potreros en busca de futuros valores para el club. Fácil le era entablar una fluida relación con los niños y adolescentes por la carismática personalidad y simpatía que lo distinguían. Con esos jóvenes, de origen humilde en general, formaba equipos de fútbol y organizaba competencias en los que ellos dedicaban su tiempo libre al sano esparcimiento.
Muchas veces fue su hogar de Calle Garibaldi número 150 el lugar de encuentro juvenil, donde muchos de aquellos muchachitos recibían el único refrigerio que el día de los humildes podía brindarles. La conducta ejemplar de José Roberto López siempre fue un sano espejo en los que los niños pudieron mirarse y de la que adquirieron conductas deportivas envidiables. Tan grandes fueron sus lazos y cariños por Godoy Cruz Antonio Tomba y la niñez de la comunidad que su desinteresada colaboración con estos se extendió prácticamente hasta los últimos años de su vida.
José Roberto López falleció el 29 de noviembre de 1962 tras sufrir un paro cardíaco.
Aún hoy en día "Lopecito", tal como cariñosamente se lo conocía, es recordado por todos aquellos que tuvieron el gusto y la suerte de conocerlo. Muchos de ellos le agradecen sus consejos y el haberles brindado la oportunidad de desarrollarse como personas integras y de bien. Actos de su vida que trascienden el mero compromiso con un Club o los colores de alguna Institución. Sin dudas, es José Roberto López ejemplo de la estirpe "tombina" que dejaron todos aquellos hacedores de antaño que hicieron de ese novato y humilde Club departamental la gran Institución que es hoy en día. Ejemplo que también demostró como progenitor de una familia digna de imitar y respetar. Tuvo en suerte ser consuegro de otro destacado socio, colaborador y jugador del Club, Don Carlos Francisco Pozzoli.
- Dr. Julio Vega

El doctor Julio Alberto Vega Rodríguez es uno de los dirigentes que más años estuvo en la dirigencia del club.
Inició como tesorero en 1971 hasta 1974, entre 1979 y 1982 tuvo el cargo de Vicepresidente, desde ahí Vega tuvo el cargo de Presidente en donde estuvo 23 años interrumpidos —de 1982 hasta 2005—.
Julio Vega en su gestión como primera autoridad de Godoy Cruz Antonio Tomba llegó a tener la posibilidad de lograr distintos proyectos como la inauguración de FIFIV (Festival Infantil de Fútbol del Interior de la Vendimia) en 1984 que contaba un torneo con equipos de las inferiores de clubes importantes de Argentina y de Sudamérica, se lo consideró como uno de los mejores festivales deportivos de Sudamérica, en 1987 fundó el club Fundación Godoy Cruz Antonio Tomba, también en su gestión obtuvo el ascenso al «Nacional B», ganando el «Torneo del Interior 1993-94». En 2005 dejó el cargo como primera autoridad del Tomba y su reemplazante fue Mario Contreras.
- Mario Contreras

Mario Rodolfo Contreras es uno de los presidentes más destacados del Club Deportivo Godoy Cruz Antonio Tomba por su gestión de 8 años históricos en la institución tombina tras haber logrado el ascenso a «Primera A», al consagrándose campeón en la «temporada 2005-06 de la B Nacional», en 2010 con Godoy Cruz logra una excelente campaña en el «Torneo Clausura» tras haber conseguido el 3° puesto, peleando el campeonato hasta la penúltima fecha. Por el «Torneo Apertura» de ese año logra clasificarse a la «Copa Libertadores 2011» convirtiendo al Tomba en el primer equipo de la zona Cuyana en llegar a esa instancia a nivel internacional repitiendo lo mismo otras 2 veces —con la «Copa Sudamericana 2011» y «Copa Libertadores 2012»—. En marzo de 2013 Contreras deja su cargo y se lo da a José Mansur.
- "El Loco Julio"

Julio Roque Pérez, el conocido "Loco Julio", fue el aficionado más famoso y referente del hincha tombino. Cada vez que juega el "Expreso" de local o visitante, tiene su lugar guardado en los micros de la hinchada para darle su aliento al "Bodeguero". Su rostro siempre fue caracterización en las pintadas de las paredes tombinas y hasta dibujada en las banderas. Nació en el 22 de febrero de 1940, en el distrito de Ingeniero Giagnoni, del departamento de Junín, por aquellos años, el "Loco" vivía con sus abuelos y, ya desde muy joven tuvo el proyecto de irse a vivir solo, fue la muerte de su abuelo lo que lo animó a tomar esa decisión; ese momento de gran tristeza fue lo que necesitó Julio para dejar su hogar y mudarse a Godoy Cruz, a la temprana edad de 12 años, allí comenzaría su historia de amor con el "Tomba", el club que lo vio crecer; como se mencionaba anteriormente, en 1995 ganó la lotería en San Juan y decidió invertir el monto ganado para construir otra tribuna en el estadio del "Tomba", La Bodega. En 2013, Julio tuvo un merecido homenaje al inaugurarse un bulevar que lleva su nombre, en la localidad de Godoy Cruz En 2017, tuvo otro reconocimiento con la creaciòn de una estatua, ubicada en la sede del club.
Julio falleciò el 12 de mayo de 2020 a la edad de 80 años, sus restos fueron despedidos frente a una multitud. La figura de Julio es respetada por la gente de Godoy Cruz y la del resto de los equipos de Mendoza.
- Guido "Pacha" Siragusa

Fue un joven artista urbano que se dedicaba a pintar murales dedicados a Godoy Cruz Antonio Tomba. Nació el 11 de julio de 1991, en el Departamento de Godoy Cruz, Mendoza. Desarrolló actividades artísticas urbanas desde los 13 años de manera independiente y como pasatiempo. En 2011, ganó el primer premio del «Concurso de Arte Urbano Fuzión Alta Mendoza». Falleció, casualmente el mismo día de su cumpleaños en 2014, cuando cumplía 23 años, víctima de un accidente vial, en la madrugada, después de festejar su día en un boliche de Chacras de Coria, Luján de Cuyo, Mendoza. En noviembre de 2014, el Consejo Deliberante de Godoy Cruz, homenajeó sucesivamente al "Pacha", por su aporte al «Museo a Cielo Abierto», del departamento godoycruceño.

## Instalaciones

### Estadio
Para 1953, se reflejó otra etapa importante en Godoy Cruz: en ese entonces se dispuso el anuncio de la creación del «Estadio Nuevo». El mismo se levantó en un terreno donado y gracias a la inversión y donaciones de algunos socios del club. En dos hectáreas se construyó la nueva cancha de fútbol con tribunas de cemento y la sede social. A la hora de presentar el proyecto se destacó que las obras serían antisísmicas, el campo de juego tendría las medidas reglamentarias de 100 por 70 metros de superficie y además 3000 m2 de tribunas con capacidad para 4000 personas. En la sede social se construyeron canchas de básquet, bochas y tenis, más otras comodidades en torno al nuevo estadio de fútbol, que fue llamado «Feliciano Gambarte», en honor al gran dirigente de la institución.
El «Estadio Nuevo» —primer nombre— fue inaugurado el 3 de octubre de 1959, siendo Jorge Schmitt presidente del club, Luis Carlos Filippini el presidente de la Comisión Pro-Construcción del Estadio, y Juan Tinelli y Esteban Stareloni los ingenieros responsables del proyecto y dirección técnica.
Casi 10 años más tarde, el 7 de febrero de 1969, gracias a una persona fanática del club llamado Julio Roque Pérez en que ganó un boleto de lotería de San Juan y donó el premio para la construcción de una tribuna del club y se inauguró la primera etapa del sistema de iluminación artificial del estadio. El proyecto y dirección del sistema de iluminación estuvo a cargo del reconocido ingeniero Heriberto Storoni y estaba sustentado en cuatro enormes torres que aún hoy, perduran en el estadio.
Pasaron algunos años, hasta que el estadio fue bautizado con el nombre de «Feliciano Gambarte», en 1987, en homenaje al expresidente.
El último encuentro profesional que disputó Godoy Cruz en "La Bodega", fue en 2004, cuando disputó un partido por la Primera B Nacional contra Tiro Federal de Rosario, encuentro que terminó 0-0.
A mediados de 2013, un grupo de socios del club y empresarios lanzaron un proyecto para remodelar el estadio, creando la «Comisión Pro-estadio», también llamado «Agrupación Feliciano Gambarte», llevando el eslogan El Barrio volverá a sonreír, como así también la frase Volvamos a casa.
A mediados de 2021, el Gobierno de Mendoza anunció arreglos en el Estadio Malvinas Argentinas, por lo que Godoy Cruz debía disputar sus partidos de local en otro estadio, hinchas y socios del club hicieron campaña para disputar dichos encuentros en el Feliciano Gambarte, por lo que fue aprobado por la dirigencia.
Una vez anunciado la vuelta a "La Bodega", hinchas y socios colaboraron con la restauración del estadio. Dicha restauración se reflejó al repintado de las tribunas y en las butacas de socios, además se renovó la iluminación de las 4 torres del estadio con 48 reflectores led, de última generación.

### Otras instalaciones
- Predio de Coquimbito:

Godoy Cruz posee un predio de vanguardia en la región, ubicado en la localidad de Coquimbito, en el departamento de Maipú. A lo largo de 12 hectáreas, cuenta con 10 canchas de fútbol con dimensiones variadas dentro de los límites profesionales. Proyectado a mediano y a largo plazo se harán vestuarios, gimnasio, oficina para entrenadores, sala de conferencia, sauna y un hotel para la concentración del plantel. Su majestuosidad está enmarcada con una impactante visión de la pre cordillera de los Andes.
- Institución:

El Instituto del Club Deportivo Godoy Cruz Antonio Tomba es un complejo educativo perteneciente a la Dirección General de Escuelas que forma chicos con actitudes y aptitudes deportivas.
Enclavado en la sede social de la Institución, el Instituto Godoy Cruz cuenta con más de 600 alumnos, avalando el trabajo que se viene realizando en los distintos ciclos lectivos.
La formación motriz como forma de despegue educacional, considera la necesidad de una estimulación racionalmente dirigida en función de la iniciativa, la espontaneidad, la autonomía en un clima de respeto y de libertad responsable.
Sin la construcción de las habilidades motoras básicas, le será al niño y al luego adolescente muy difícil construir habilidades motoras más complejas, como las del ámbito deportivo de base y específico.
Iniciación y muestro deportivo es el proceso de enseñanza-aprendizaje que van transitando los chicos para la adquisición de la capacidad de ejecución práctica y conocimiento de un deporte. Este conocimiento abarca desde que los mismos toman contacto con el deporte hasta que es capaz de jugarlo con adecuación a su estructura funcional.
Esta dos etapas son trabajadas en parejas pedagógicas, de manera que los días lunes y viernes los chicos de 7 a 9 años trabajan en formación motriz y muestro deportivo con los profesores de la especialidad deportiva, mientras que de martes a jueves realizan formación motriz e iniciación deportiva con profesores especializados para dicho proceso.
Especialidad deportiva: Los alumnos comprendidos entre los 10 y 12 años realizan martes, miércoles y jueves el deporte denominado de primera opción, el cual es elegido por el estudiante con el aporte de los profesores a través del proceso experimentado desde el nivel inicial hasta la EGBII. El objetivo del proyecto es que dicha elección le sirva al chico a darle continuidad de la actividad desde los 13 a 17-18 años —etapa del secundario— Sirviendo dicho proceso como semillero de las actividades deportivas específicas del club.
Dentro de las franjas deportivas, los deportes de primera opción —fijos y a elección— que el alumno practica desde EGBIII hasta quinto año de secundaria son: Básquet, Danzas, Fútbol, Balonmano y Vóley.
Por otro lado, los deportes de segunda opción (rotativos) que el alumno practica únicamente en EGB III son: Actividades Atléticas, Hockey sobre césped, Hockey sobre patines y Tenis.

## Uniforme
El 11 de marzo de 1923 fue oficializado el diseño de la casaca del Club Sportivo Godoy Cruz. El diseño que usaban las primeras casacas de la Institución estaba formado por listones finos, de color celeste, sobre fondo blanco. Sin embargo, este no era considerado el definitivo dado que las autoridades estaban en busca de un diseño de casaca novedoso y particularmente distintivo para adoptarlo como el oficial de la Institución. La elección definitiva se da por un hecho casual. Muchos deportistas y jugadores de fútbol de la época concurrían, para adquirir artículos y prendas deportivas, a un negocio de la especialidad que estaba localizado frente a lo que hoy es la exestación del Ferrocarril del Estado. Julio Sánchez adquirió allí, para usarla en los entrenamientos, una camiseta cuyo origen hoy es difícil determinar. Hay varias versiones, una de ellas dice que el diseño habría correspondido a la casaca que por entonces usaba el Fútbol Club Oporto de Portugal o a la que a principios del siglo XX habría elegido el Club Sportivo Barracas. Durante una de las prácticas Don Feliciano Gambarte prestó atención en esa casaca y le agrada el diseño. En la reunión en que se trata el tema deja muy buena impresión la casaca sugerida por Don Feliciano Gambarte por lo que es elegida como el diseño oficial. Este sería en definitiva la camiseta que adoptaría para todos los tiempos el Club Deportivo Godoy Cruz Antonio Tomba la glamorosa casaca azul Francia con delgados listones verticales color blanco, diseño único entre los clubes que hoy existen en la República Argentina.
- Uniformes titulares

| 1921-27 | 1927-59 | 1960-63 | 1963-79 | 1979-80 | 1981-87 | 1987-88 | 1989-91 |

| 1991-93 | 1993-94 | 1994-96 | 1996 | 1996-98 | 1998 | 1998-99 | 1999-2000 |

| 2000 | 2000-02 | 2002 | 2002-03 | 2003-04 | 2004-05 | 2005-06 | 2006 |

| 2006-07 | 2007-08 | 2008-09 | 2009-11 | 2011-12 | 2012-14 | 2014-15 | 2015-16 |

| 2016-17 | 2017-18 | 2018-19 | 2019-20 | 2020-21 | 2022 | 2023 | 2024 |

| 2025 |

- Uniformes alternativos

| 1989-91 | 1991-92 | 1992-93 | 1993-94 | 1994-96 | 1996-98 | 1998 | 1998-99 |

| 1999-2000 | 2000 | 2000-02 | 2002 | 2002-03 | 2003-04 | 2004-05 | 2005-06 |

| 2006-07 | 2007-08 | 2008-09 | 2009-11 | 2011-12 | 2012-14 | 2014-15 | 2015-16 |

| 2016-17 | 2017-18 | 2018-19 | 2019-20 | 2020-21 | 2022 | 2023 | 2024 |

| 2025 |

- Uniformes terceros

| 1996-98 | 2002-03 | 2004-05 | 2005-06 | 2006-07 | 2009-11 | 2011-12 | 2012-14 |

| 2014-15 | 2015-16 | 2017-18 | 2019 | 2021 | 2022 | 2023 | 2024 |  |

### Indumentaria y patrocinador
| Período   | Logo                | Proveedor           |
| --------- | ------------------- | ------------------- |
| 1979-1980 |                     | Adidas              |
| 1981-1987 |                     | Leconte             |
| 1987-1991 |                     | Dimem               |
| 1992-1994 |                     | Idecamp             |
| 1994-1996 |                     | Puma                |
| 1996      |                     | Penalty             |
| 1996-1998 |                     | Reebok              |
| 1998-1999 |                     | Mitre               |
| 1999      |                     | Umbro               |
| 2000-2002 |                     | Mebal               |
| 2002      | Indumentaria propia | Indumentaria propia |
| 2002-2003 |                     | Lotto               |
| 2003-2004 |                     | Nanque              |
| 2004-2005 |                     | Levallier           |
| 2005-2009 |                     | Athix               |
| 2009-2016 |                     | Lotto               |
| 2016-2018 |                     | Macron              |
| 2018-2020 |                     | Kelme               |
| 2020-Act. |                     | Fiume Sport         |

| Período   | Patrocinador                             |
| --------- | ---------------------------------------- |
| 1982-1985 | Vinos Godoy Cruz                         |
| 1985-1987 | Cueros Dino                              |
| 1987-1988 | Giro                                     |
| 1988-1989 | Santa Clara / Relojes Renis              |
| 1989      | Mita                                     |
| 1990-1991 | Mario B.Ara e Hijos                      |
| 1991-1994 | Moretti Deportes                         |
| 1994-1998 | Diario Uno                               |
| 1998-2000 | Diario Uno / Open Sports                 |
| 2001-2002 | Diario Uno / Panamerican Sports Network  |
| 2002      | CTI Móvil                                |
| 2002-2003 | El Expreso                               |
| 2003-2004 | Alfajores Jorgito / Super Vea            |
| 2004-2006 | Cata Internacional / Casino de Mendoza   |
| 2006-2021 | Cata Internacional / Gobierno de Mendoza |
| 2021-Act. | Cata Internacional                       |

| Período     | Patrocinador              |
| ----------- | ------------------------- |
| 1994-1995   | Moretti Deportes          |
| 1995-1997   | Banco Mayo                |
| 1996-1999   | Provencred                |
| 1997 - 2014 | Super Vea                 |
| 1997-1999   | Unifón                    |
| 1999-2001   | Open Sports               |
| 1999-2002   | Nescafé                   |
| 2005-Act.   | Cata Internacional        |
| 2006-2016   | Nevada                    |
| 2008-Act.   | Casino de Mendoza         |
| 2009-2011   | Fundavita / Keller Motors |
| 2014        | Munipalidad de Godoy Cruz |
| 2015-2016   | Grupo Amano               |
| 2016-Act.   | Ciudadano.com             |
| 2017-2021   | Vino Toro                 |
| 2019-2022   | DirecTV                   |
| 2021-Act    | Zummy / Wall / Mólico     |
| 2023        | Cetrogar                  |
| 2024        | Lindo Campo               |
| 2023        | Vino Toro                 |
| 2024        | Banco Supervielle         |

## Rivalidades
- Clásico de potrerito

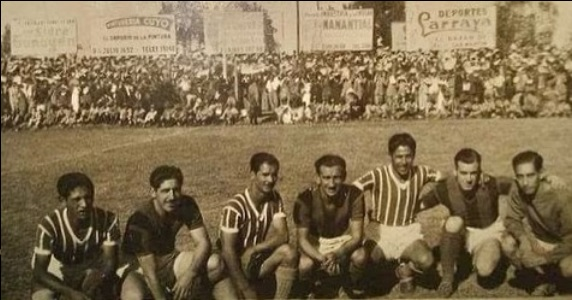
Jugadores de Godoy Cruz y Andes Talleres posando para foto en conjunto, década de 1930.

La rivalidad entre Godoy Cruz Antonio Tomba y Andes Talleres comenzó en 1933 y durante mucho tiempo, fue una de las más destacadas de Mendoza, y el segundo clásico departamental más importante de la provincia —después del Clásico Mendocino—. El «Clásico de Potrerito» —como se lo denomina— no ha alcanzado otras distancias más que las competencias de la «Liga Mendocina», debido al progreso futbolístico de Godoy Cruz y la deblacle de Andes Talleres.
El primer encuentro oficial se disputó el 18 de junio de 1933, fue victoria de Andes Talleres con goleada 6-1. La victoria más abultada de Godoy Cruz fue en 1967 por 5-0, en condición de visitante; mientras que la mayor goleada del Matador fue en 1953 por 8-1, siendo hasta ahora, la más exuberante del clásico.
La razón por la que se instaura esta rivalidad, es, que ambos son de la ciudad de Godoy Cruz y además se ubican en barrios cercanos, habiendo algo menos de un kilómetro y medio de distancia entre los estadios de uno y otro.
El "Tomba" lidera la paternidad del clásico departamental en un historial ajustado de 5 partidos de diferencia.
- Godoy Cruz vs. San Martín (San Juan) - El "Clásico de Cuyo"

Al enfrentarse seguido en los últimos tiempos, Godoy Cruz Antonio Tomba y San Martín de San Juan disputan un clásico interprovincial en el que se denomina "Clásico Cuyano".
El primer encuentro se produjo el 7 de enero de 1990, por el «Torneo del Interior 1990» y finalizó con empate 2-2. Con 50 encuentros disputados —incluyendo partidos amistosos—, el Clásico de Cuyo es el clásico más tradicional de esa región argentina a pesar de lo "moderno" que es, y presenta un historial igualado. Jugando en «Primera División», se enfrentaron en 12  ocasiones, Godoy Cruz ganó 6  encuentros (14 goles), San Martín ganó 2 (10 goles) y empataron en 4 ocasiones.
- Godoy Cruz vs. Independiente Rivadavia

Es el segundo clásico más popular de Mendoza. Los cruces entre el Tomba y la Lepra datan desde 1923, donde disputaron oficialmente 262 partidos por distintos torneos organizados por la liga provincial, y 12 por los distintos torneos nacionales siendo gran parte de estos últimos, torneos correspondientes a la «B Nacional». En la máxima categoría se enfrentaron en una ocasión, resultando en un empate sin tantos, siendo local el conjunto azul. Godoy Cruz lleva la ventaja en encuentros disputados en los torneos organizados por la AFA. A nivel provincial, se han enfrentado en 220 ocasiones, con 100 victorias leprosas, 55 empates y 65 victorias tombinas.
- Godoy Cruz vs. Atlético Club San Martín

La primera vez que se enfrentaron Tombinos y Albirrojos, fue en 1933, partido igualado 1:1. A partir de ese lapso, se enfrentaron en muchas ocasiones por la liga provincial; a nivel nacional, hubo encuentros en diversos torneos, los más importantes fueron por el antiguo «Campeonato Nacional». Godoy Cruz lidera el historial entre todos los partidos diputados de la historia, mientras que San Martín lleva la ventaja en encuentros por los torneos de AFA.
| Rival                   | PJ  | G  | E  | P  | GF  | GC  | DG  |
| ----------------------- | --- | -- | -- | -- | --- | --- | --- |
| Andes Talleres          | 187 | 70 | 52 | 65 | 299 | 269 | +30 |
| San Martín (SJ)         | 50  | 18 | 14 | 18 | 56  | 57  | -1  |
| Independiente Rivadavia | 12  | 6  | 5  | 1  | 16  | 10  | +6  |
| San Martín (Mza)        | 21  | 3  | 10 | 8  | 20  | 27  | -7  |

- Otras rivalidades

Son algunos de los clásicos que tiene Godoy Cruz que solo tuvo trascendencia en «Liga Mendocina» o en amistosos, con Gimnasia y Esgrima y Atlético Argentino. Además mantiene una rivalidad interprovincial con San Martín de Tucumán.

## Afición

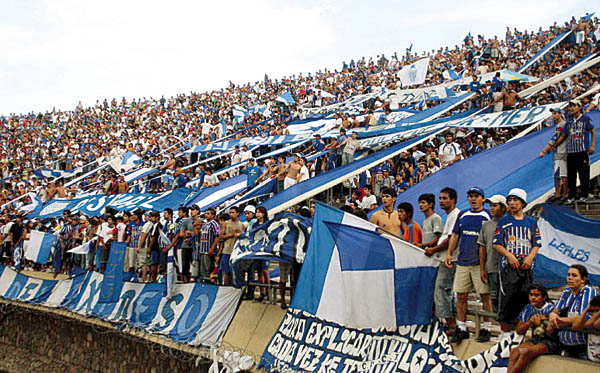
La Banda del Expreso.

La afición de Godoy Cruz se la denomina de varias formas. La principal se la denomina La Banda del Expreso —la primera barra brava del fútbol mendocino—, el nombre surge a través del apodo del que bautizaron al equipo de 1933, por la sucesión de triunfos con amplios goles a favor (descripción del apodo más adelante).

### Apodos
La década de 1920 fue el lapso de la aparición de los sobrenombres, es el periodo en que nacen denominaciones como: "El Expreso" o "El Bodeguero". Ambas fueron producto de todo lo que brindaba futbolísticamente la entidad godoycruceña:
- Tomba: Es el apodo más conocido del club; el sobrenombre deriva del apellido del bodeguero italiano Antonio Tomba, que se estableció a Mendoza para fundar su bodega a finales del siglo XIX en el departamento de Godoy Cruz. El apodo concluye a través de la fusión del Club Sportivo Godoy Cruz y el Club Bodega Antonio Tomba en 1933.[1]
- Bodeguero: Su denominación proviene de la misma historia mencionada anteriormente, por la fusión de Sportivo Godoy Cruz con el club de la antigua «Bodega Antonio Tomba», instalada en calle Rivadavia del departamento godoycruceño.[1]
- El Expreso: El origen del apodo del «El Expreso» se surgió en 1933 después de una sucesión de triunfos con amplio margen de goles a favor; sin embargo, hay se relata que el equipo lleva ese apodo por la cercanía que tenía el primer estadio del club instalada en las calles Castelli y Las Heras del departamento homónimo con las vías del ferrocarril, aunque solo es un mito.[1]

### Popularidad
La afición de Godoy Cruz por varias épocas —entre las décadas del '30 y el '50— logró popularidad tras los títulos de las ligas locales. Durante las décadas del '70 y mediados del '80, quedó relegada, debido a la poca relevancia del equipo en la liga local y por las pocas participaciones en torneos de AFA. Su popularidad resurgió después de las grandes campañas en los campeonatos nacionales a partir de la década del '90.
La afición tombina, según la mayor parte de las encuestas, supera a otros tantos clubes de Mendoza.
Además, en cuanto a la popularidad en las redes sociales, el Tomba también ocupa el primer lugar a nivel provincial.
- En la década de 1940 el desaparecido vespertino "La Libertad" organizó una encuesta pública sobre el club en que se afiliaba la gente. Los resultados fueron a favor de Godoy Cruz, superando a Independiente Rivadavia y a Gimnasia y Esgrima, en cuanto a los registros de la época.

| 1°                                  | Godoy Cruz Antonio Tomba | 9.951 |  |  |  |  |
|                                     |                          |       |  |  |  |  |
| 2°                                  | Independiente Rivadavia  | 8.408 |  |  |  |  |
|                                     |                          |       |  |  |  |  |
| 3°                                  | Gimnasia y Esgrima       | 6.352 |  |  |  |  |
|                                     |                          |       |  |  |  |  |
| 4°                                  | San Martín               | 5.109 |  |  |  |  |
|                                     |                          |       |  |  |  |  |
| 5°                                  | Andes Talleres           | 4.276 |  |  |  |  |
|                                     |                          |       |  |  |  |  |
| Diario La Libertad, década de 1940. |                          |       |  |  |  |  |

- Una encuesta hecha en 2013, por el «Diario UNO», en el que participaron más de 75 000 personas, figura a Godoy Cruz como el segundo club con más hinchada de Mendoza, siendo superado por Independiente Rivadavia. El 70% de los encuestados manifiestan su simpatía por clubes del ámbito provincial, mientras que el 30% restante, optaron por cuatro de los cinco clubes grandes de Argentina.

| 1°                | Independiente Rivadavia                                                       | 22% |  |  |  |  |
|                   |                                                                               |     |  |  |  |  |
| 2°                | Godoy Cruz Antonio Tomba                                                      | 20% |  |  |  |  |
|                   |                                                                               |     |  |  |  |  |
| 3°                | River Plate                                                                   | 14% |  |  |  |  |
|                   |                                                                               |     |  |  |  |  |
| 4°                | Boca Juniors                                                                  | 12% |  |  |  |  |
|                   |                                                                               |     |  |  |  |  |
| 5°                | Huracán Las Heras                                                             | 6%  |  |  |  |  |
|                   |                                                                               |     |  |  |  |  |
| 6°                | Gimnasia y Esgrima San Martín                                                 | 5%  |  |  |  |  |
|                   |                                                                               |     |  |  |  |  |
| 8°                | Independiente                                                                 | 3%  |  |  |  |  |
|                   |                                                                               |     |  |  |  |  |
| 9°                | Argentino Luján Deportivo Maipú                                               | 2%  |  |  |  |  |
|                   |                                                                               |     |  |  |  |  |
| 12°               | Andes Talleres Gutiérrez Guaymallén Palmira Huracán (SR) Pacífico Racing Club | 1%  |  |  |  |  |
|                   |                                                                               |     |  |  |  |  |
| Diario UNO, 2013. |                                                                               |     |  |  |  |  |

- Otra encuesta provincial que realizó, en este caso, el diario digital «MDZ Online» entre marzo y abril de 2015, que contó con casi 40 000 suscriptores, ubica a Godoy Cruz como el club con más simpatizantes en Mendoza, consiguiendo casi el 40% de los votos.

| 1°                         | Godoy Cruz Antonio Tomba | 39% |  |  |  |  |
|                            |                          |     |  |  |  |  |
| 2°                         | San Martín               | 34% |  |  |  |  |
|                            |                          |     |  |  |  |  |
| 3°                         | Independiente Rivadavia  | 16% |  |  |  |  |
|                            |                          |     |  |  |  |  |
| 4°                         | Gimnasia y Esgrima       | 4%  |  |  |  |  |
|                            |                          |     |  |  |  |  |
| 5°                         | Huracán Las Heras        | 3%  |  |  |  |  |
|                            |                          |     |  |  |  |  |
| 6°                         | Otros clubes             | 4%  |  |  |  |  |
|                            |                          |     |  |  |  |  |
| MDZ Online, abril de 2015. |                          |     |  |  |  |  |

- Una encuesta de la revista «El Gráfico» de 1998, aparece Godoy Cruz como el club mendocino con más hinchas, ubicándose en el 7° puesto en la provincia, atrás de los cinco grandes de Argentina y Estudiantes (LP).[160]
- En 2009, una encuesta nacional, hecha por el «Diario Clarín», para el concurso de «El Gran DT», Godoy Cruz figura cómo el club mendocino con más simpatizantes, posicionado entre las primeras 25 hinchadas más populares del país con 6785 suscriptores, teniendo un promedio de 0,34 %, y quedando como el 9.º equipo del interior más suscripto. En el ranking provincial, figura en la 3.ª posición, superado por Boca y River, promediando el 14,49 %, y superando a Independiente Rivadavia con el 5,51 %, en 5.º lugar figura a Independiente de Avellaneda.[161]
- Otro de los sondeos que se ha hecho en el país, fue el «Registro Nacional del Hincha». Aunque no hubo tanta participación de los equipos mendocinos en esta encuesta realizada por «Diario Olé», Godoy Cruz aparece como el club de Mendoza con más aficionados en el país, ocupando el 49.º puesto, con 389 suscriptos, lo sigue Independiente Rivadavia (72.º), Atl. San Martín (81.º), Huracán Las Heras (94.º), Gimnasia y Esgrima (105.º), Dep. Guaymallén (131.º) y Dep. Maipú (145.º).[162][163]
- Otra de las encuestas que se realizó a nivel nacional fue entre enero y abril de 2015, organizada por el canal deportivo «TyC Sports», Godoy Cruz fue el club mejor posicionado entre los clubes de la región cuyana, posicionado en el 26.º puesto. Entre los clubes mendocinos también figuran Ind. Rivadavia y Gimnasia y Esgrima, entre 75 equipos de todo el país.[164]
- Según en una encuesta internacional del portal deportivo «BolaVip», figura a Godoy Cruz en el 15.º puesto entre los clubes argentinos; y a nivel continental en el 48.º puesto.[165]

## Datos del club
- Puesto histórico: 26.º.
- Mejor puesto en Ranking World Club: 20.º (abril 2018).
- Temporadas en Primera División: 20.
  - Participación en el Campeonato Nacional: 1 (1974).
  - Temporadas en Primera A: 19 (2006-07; 2008-09-).
    - Mejor puesto: 2.º (2017-18).
    - Peor puesto: 24.º (2019-20).
- Temporadas en Segunda División: 13 (1994-95-2005-06; 2007-08).
  - Mejor puesto: 1.º (Ap. 2005).
  - Peor puesto: 23.º (Ap. 2002).
- Participaciones en Copas Nacionales: 19.
  - Copa de la República 1944.
  - Copa Competencia Jockey Club 1952.
  - Copa Argentina (12): 1969, 2011-12, 2012-13, 2013-14, 2014-15, 2015-16, 2016-17, 2017-18, 2018-19, 2020-21, 2021-22, 2022-23.
  - Copa de la Superliga Argentina: 2019.
  - Copa de la Liga Profesional (4): 2020, 2021, 2022, 2023.
- Participaciones en Copas Internacionales: 8.
  - Copa Libertadores de América (5): 2011, 2012, 2017, 2019 y 2024.
  - Copa Sudamericana (3): 2011, 2014 y 2025.
- Mayor goleada conseguida:
  - En Primera: 6:1 vs. All Boys[166] (2011); 5:0 vs. San Lorenzo[167] (2018)
  - En Copa Libertadores de América: 3:1 vs. Sport Boys Warnes[168] (2017).
  - En Primera B Nacional: 7:1 vs. Instituto (Cba.) (1995).
  - En Copa Argentina: 3:0 vs. Ramón Santamarina (2017).
- Mayor goleada recibida:
  - En Primera: 0:5 vs. River Plate (2012).
  - En Copa Libertadores de América: 1:5 vs. Universidad de Chile (2012);[169] 0:4 vs. Palmeiras (2019).
  - En Primera B Nacional: 4:6 vs. Central Córdoba de Rosario (2001).
  - En Copa Argentina 1:3 vs. San Lorenzo (2016).
- Máximo goleador de la Historia del Club: Domingo Rafael Godoy (246 goles).
- Máximo goleador en torneos de AFA: Juan Alejandro Abaurre (107 goles).
- Jugador con más participaciones en la Historia del Club: Domingo Rafael Godoy (375 partidos).
- Jugador con más participaciones en torneos de AFA: Rafael Iglesias (256 partidos).
- Mayores ventas de la historia:
  -  Ezequiel Bullaude   Feyenoord Rotterdam - € 7.000.000 - 100% (2022).[170]
  -  Leandro Caruso   Udinese Calcio - € 4.000.000 - 100% (2009).[171]
  -  Hernán López Muñoz   San Jose Earthquakes - € 3.240.000 - 50% (2024)[172]
  -  Zaid Romero   Club Brujas - € 2.400.000 - 40% (2024)[173]
  -  Tadeo Allende   Real Club Celta de Vigo - € 2.300.000 - 60% (2024)[174]
  -  Martín Ojeda   Orlando City Soccer Club - € 2.130.000 - 50% (2023).[175]
  -  Jaime Ayovi   Beijing Renhe FC - € 1.885.000 - 50% (2017).[176]
  -  Rodrigo Rey   PAOK Salonica - € 1.800.000 - 80% (2017).[177]
- Ascensos y Descensos:

 Torneo del Interior 1994 (Hoy «Federal A»): ascenso al Torneo Nacional B (12 temporadas).
 Primera B Nacional 2005-06: ascenso a Primera A (1 temporada).
 Primera A 2006-07: descenso a Primera B Nacional (1 temporada).
 Primera B Nacional 2007-08: ascenso a Primera A (17 temporadas).
- Gráfica cronológica de participaciones en torneos profesionales:

- Logros históricos y curiosidades
  - Ser conocido a nivel nacional e internacional con el apodo de “El Tomba”.
  - Ser uno de los clubes “Grandes Históricos” de Mendoza, con más de 100 años de competencia.
  - Es el único equipo de Mendoza que nunca descendió a la segunda división de Liga Mendocina de Fútbol.
  - El segundo club mendocino en poseer un estadio de cemento y el primero en construirlo en las 4 tribunas.
  - El equipo mendocino que más «Copas Vendimia» logró —9 títulos hasta la fecha—.
  - Su récord de convocatoria en el Estadio Malvinas Argentinas fue de 42 000 espectadores, el 15 de mayo de 1997.[178]
  - El único equipo cuyano en clasificar a la «Copa Libertadores».
  - El único equipo cuyano en clasificar a la «Copa Sudamericana».
  - Es el equipo cuyano que más participaciones tiene en torneos de la «Primera División».
  - El club cuyano con mejor posición lograda en un torneo de primera división —2° puesto en «Superliga 2017-18»—.
  - Junto a Talleres, es el club de los indirectamente afiliados a la AFA, que más veces ocupó el podio de las mejores tres posiciones en Primera División, fue en 3 oportunidades.
  - El único club cuyano en ganarle de local y visitante a los 5 grandes del fútbol argentino.
  - Es el equipo indirectamente afiliado a AFA que más puntos cosechó en un torneo corto: «Torneo Clausura 2010» con 37 puntos.
  - En 2010 el equipo cosechó 66 puntos, obteniendo el récord de cantidad de puntos obtenidos por un equipo indirectamente afiliado a AFA en torneos cortos.
  - El primer equipo indirectamente afiliado a AFA en disputar la «Copa Sudamericana».
  - Junto a Talleres y Racing de Córdoba, son los únicos clubes afiliados de manera indirecta a AFA, que han logrado un subcampeonato de Primera División.[179]
  - Entre los indirectamente afiliados a la AFA, fue el segundo mejor ubicado en la lista de mejores equipos de la década del 2000 en Sudamérica (posición 158.º) realizada por la IFFHS, por detrás de Talleres (130.º).
  - Es el club indirectamente afiliado a AFA y el tercero del interior que más veces participó en «Copa Libertadores» con un total de 5 participaciones.
  - Junto a Gimnasia y Esgrima, el equipo mendocino en aportar un jugador para un mundial, en este caso, Godoy Cruz aportó a Constantino Urbieta Sosa para el «Mundial de Italia 1934».
  - Primer equipo del Interior del país en disputar «Copa Libertadores» y «Copa Sudamericana» el mismo año.
  - Mantener una historial deportivo favorable contra uno de los grandes del fútbol argentino —con Independiente de Avellaneda[180] —.
  - En octubre de 2017 el «Ranking IFFHS» de FIFA lo posicionó como uno de los mejores 50 equipos del Mundo del mes (42.º).[181]
  - En una estadística hecha en 2018, figuró a Godoy Cruz entre uno de los clubes con mejor efectividad del mundo del primer semestre de ese año, posicionando el 5° puesto a nivel mundial, siendo el mejor de América, obteniendo el 81,25 % de efectividad y superado por Bayern Múnich, Juventus, PSG y Barcelona.[182]
  - Jugando contra River Plate hubo dos hechos curiosos. Uno fue por el «Torneo Final 2014», Godoy Cruz le ganó a River y fue el único equipo que lo venció de visitante, ya que el "Millonario", ganó todos sus demás encuentros de local. La segunda ocurrió en 2016, cuando el "Tomba" vence a River otra vez de visitante, fue la única derrota que tuvo el "Millonario" en todo el ciclo, en condición local.

## Jugadores

### Plantel y cuerpo técnico 2025
- Nota: Los equipos argentinos están limitados por la AFA a tener en su plantel de primera división hasta seis futbolistas extranjeros, aunque solo cinco firmando planilla por partido.

### Altas y bajas 2025
| Altas verano        | Altas verano   | Altas verano                       | Altas verano    | Altas verano |
| Jugador             | Posición       | Procedencia                        | Tipo            | Costo        |
| ------------------- | -------------- | ---------------------------------- | --------------- | ------------ |
| Francisco Facello   | Defensa        | Belgrano                           | Préstamo        | -            |
| Juan Meli           | Defensa        | Central Córdoba de Sgo. del Estero | Fin de préstamo | -            |
| Leandro Quiroz      | Defensa        | Almirante Brown                    | Libre           | -            |
| Leonardo Jara       | Defensa        | Lanús                              | Libre           | -            |
| Nicolás Stepanovich | Defensa        | Boca Juniors                       | Préstamo        | -            |
| Tomás Rossi         | Defensa        | Sportivo Belgrano                  | Préstamo        | -            |
| Emanuel Quinteros   | Centrocampista | UAI Urquiza                        | Fin de préstamo | -            |
| Agustín Auzmendi    | Delantero      | FC Motagua                         | Traspaso        | -            |
| Bastián Yáñez       | Delantero      | Unión Española                     | Libre           | -            |
| Kevin Parzajuk      | Delantero      | Olimpia                            | Traspaso (80%)  | 1 160 000 €  |
| Luca Martínez Dupuy | Delantero      | Rosario Central                    | Préstamo        | -            |
| Matías González     | Delantero      | Los Andes                          | Fin de préstamo | -            |

| Altas invierno       | Altas invierno | Altas invierno         | Altas invierno        | Altas invierno |
| Jugador              | Posición       | Procedencia            | Tipo                  | Costo          |
| -------------------- | -------------- | ---------------------- | --------------------- | -------------- |
| Nicolás Cláa         | Guardameta     | Lanús                  | Préstamo              | -              |
| Braian Salvareschi   | Defensa        | San Antonio Bulo Bulo  | Fin de préstamo       | -              |
| Juan Escobar         | Defensa        | Castellón              | Libre                 | -              |
| Gastón Moreyra       | Centrocampista | San Martín de San Juan | Rescisión de préstamo | -              |
| Guillermo Fernández  | Centrocampista | Fortaleza              | Libre                 | -              |
| Maximiliano González | Centrocampista | Lanús                  | Préstamo              | -              |
| Maximiliano Porcel   | Centrocampista | Vélez Sarsfield        | Préstamo              | -              |
| Valentín Burgoa      | Centrocampista | Sarmiento de Junín     | Rescisión de préstamo | -              |
| Walter Montoya       | Centrocampista | Defensor Sporting      | Libre                 | -              |
| Matías Ramírez       | Delantero      | Defensa y Justicia     | Fin de préstamo       | -              |
| Misael Sosa          | Delantero      | Sporting Cristal       | Traspaso (50%)        | -              |
| Sebastián Lomónaco   | Delantero      | Panetolikos            | Fin de préstamo       | -              |

| Bajas verano       | Bajas verano   | Bajas verano                  | Bajas verano          | Bajas verano |
| Jugador            | Posición       | Destino                       | Tipo                  | Costo        |
| ------------------ | -------------- | ----------------------------- | --------------------- | ------------ |
| Rodrigo Saracho    | Guardameta     | San Antonio Bulo Bulo         | Préstamo              | -            |
| Elías Pereyra      | Defensa        | Instituto                     | Préstamo              | -            |
| Facundo Butti      | Defensa        | All Boys                      | Fin de préstamo       | -            |
| Gianluca Ferrari   | Defensa        | Atlético Tucumán              | Traspaso (50%)        | -            |
| Guillermo Ortiz    | Defensa        | Colón                         | Rescisión de contrato | -            |
| Leonel González    | Defensa        | Melgar                        | Traspaso              | -            |
| Martín Luciano     | Defensa        | Newell's Old Boys             | Fin de préstamo       | -            |
| Nahuel Brunet      | Defensa        | Unión La Calera               | Préstamo (sigue)      | -            |
| Braian Salvareschi | Defensa        | San Antonio Bulo Bulo         | Préstamo              | -            |
| Pier Barrios       | Defensa        | Melgar                        | Fin de contrato       | -            |
| Gastón Moreyra     | Centrocampista | San Martín de San Juan        | Préstamo              | -            |
| Juan Andrada       | Centrocampista | Sarmiento de Junín            | Préstamo (sigue)      | -            |
| Julián Eseiza      | Centrocampista | Deportivo Madryn              | Préstamo (sigue)      | -            |
| Leonel Coira       | Centrocampista | Metropolitan FA               | Rescisión de contrato | -            |
| Luciano Pizarro    | Centrocampista | San Martín de Mendoza         | Préstamo              | -            |
| Lucio Falasco      | Centrocampista | Aldosivi                      | Fin de préstamo       | -            |
| Valentín Burgoa    | Centrocampista | Sarmiento de Junín            | Préstamo (sigue)      | -            |
| Alan Cantero       | Delantero      | Alianza Lima                  | Préstamo              | -            |
| Alexis González    | Delantero      | River Plate                   | Fin de préstamo       | -            |
| Gastón Pedernera   | Delantero      | Juventud Unida de San Luis    | Préstamo              | -            |
| Gonzalo Torres     | Delantero      | Lanús                         | Fin de préstamo       | -            |
| Luciano Cingolani  | Delantero      | Gimnasia y Esgrima de Mendoza | Rescisión de contrato | -            |
| Mario Galeano      | Delantero      | Gimnasia y Esgrima de Mendoza | Rescisión de contrato | -            |
| Martín Pino        | Delantero      | San Martín de Tucumán         | Préstamo              | -            |
| Matías Ramírez     | Delantero      | Defensa y Justicia            | Préstamo (sigue)      | -            |
| Salomón Rodríguez  | Delantero      | Colo-Colo                     | Traspaso (70%)        | 1 455 000 €  |
| Sebastián Lomónaco | Delantero      | Panetolikos                   | Préstamo (sigue)      | -            |

| Bajas invierno     | Bajas invierno | Bajas invierno              | Bajas invierno  | Bajas invierno |
| Jugador            | Posición       | Destino                     | Tipo            | Costo          |
| ------------------ | -------------- | --------------------------- | --------------- | -------------- |
| Roberto Ramírez    | Guardameta     | All Boys                    | Préstamo        | -              |
| Braian Salvareschi | Defensa        | The Strongest               | Préstamo        | -              |
| Facundo Ardiles    | Defensa        | Alvarado                    | Préstamo        | -              |
| Bruno Leyes        | Centrocampista | Tigre                       | Préstamo        | -              |
| Gastón Moreyra     | Centrocampista | Tristán Suárez              | Préstamo        | -              |
| Juan José Pérez    | Centrocampista | Deportivo Pereira           | Fin de préstamo | -              |
| Mariano Santiago   | Centrocampista | Quilmes                     | Préstamo        | -              |
| Valentín Burgoa    | Centrocampista | Orense SC                   | Préstamo        | -              |
| Kevin Parzajuk     | Delantero      | Montevideo Wanderers        | Préstamo        | -              |
| Matías González    | Delantero      | Los Andes                   | Préstamo        | -              |
| Matías Ramírez     | Delantero      | Águilas Doradas             | Préstamo        | -              |
| Sebastián Lomónaco | Delantero      | Gimnasia y Esgrima La Plata | Préstamo        | -              |

## Inferiores
El Tombita, como así se lo conoce a las inferiores del club, en los últimos tiempos fue creciendo futbolísticamente y se ha convertido en uno de los mejores canteras del fútbol del interior por haber formado jugadores como: José Daniel Ponce, Darío Ortiz, Jerónimo Morales Neumann, Franco Di Santo, Diego Pozo, Juan Alejandro Abaurre, Gabriel Vallés, Sebastián Torrico, Nelson Ibáñez, Nicolás Olmedo, Fernando Zuqui, Juan Garro, Ángel González, entre otros.
Actualmente, las inferiores del club se encuentran disputando el Torneo de AFA desde 2012, teniendo un debut importante en aquel año, cuando logró clasificar a la Zona Campeonato (fase final para luchar por el título) siendo ese el primer año de competencia profesional y nacional para las divisiones del "semillero" bodeguero.
- Títulos de inferiores (incompleto)
  - Torneo de San Juan (6º División - Sub-16): 2011
  - Torneo Esperanza Alba - Chile (6º División - Sub-16):[184] 2012.
  - Copa Integración de la AFA (4º División - Sub-18): 2015.
  - Torneo Internacional Velasanito (2 tìtulos, Cat. 2005 y 2007): 2018.

## Jugadores destacados
A lo largo de sus 104 años de historia, una gran cantidad de futbolistas han vestido la camiseta de Godoy Cruz Antonio Tomba, incluso muchos de ellos llegaron a ser grandes ídolos de la institución.
De la década del cuarenta en adelante, se destacaron y fueron figuras idolatradas en el Tomba futbolistas como José "Tabaquillo" García, Raúl Frigolé, Lucio Izpura, Domingo "Negro" Godoy, Luis Amaya, José Luis Luján, Gregorio Garín, Sixto Amézqueta. En la década del cincuenta, siguieron apareciendo otras grandes figuras en el club; como el caso de Jesús Elso, Sixto Molina, Raúl Arias, Luis Méndez, Roberto Carabajal, Martín Unanua, Juan Antonio Rocco, entre lo más influyentes. Por la década del sesenta y mediados del setenta, surgieron de la cantera tombina, jugadores importantes, entre los que se destacan a Héctor "Chalo" Pedone, Juan Carlos "Toto" Díaz, Alberto Castro, Carlos Montagnoli, Hugo Sitta, Osvaldo Camargo, entre los principales. A fines de los setenta y comienzos de la década del ochenta, hacia adelante, se surgía la aparición de jugadores como Sandro De Luca, Antonio Ciriaco Zapata, Daniel Oldrá, Rafael Iglesias, los hermanos Osvaldo y Rubén Almeyda, Humberto Lentz, Alejandro Abaurre y Manuel Villalobos, entre otros.
Otros grandes futbolistas que pasaron por el "Bodeguero" —e inclusive varios de ellos que surgieron del mismo— y que le dieron más prestigio aún al ser transferidos al fútbol grande de la Argentina y al exterior fueron José Daniel Ponce y Enzo Pérez, transferidos a Estudiantes de La Plata; Carlos Moya y Fernando Zuqui, fichado por Boca Juniors; Diego Pozo, recalando a Huracán; Gabriel Vallés y Diego Rodríguez, transferidos a Independiente; David Ramírez; fichado por Vélez Sarsfield; Carlos Sánchez y Ariel Rojas transferidos a River Plate; Diego Villar, Leandro Grimi, Nicolás Sánchez, arribando a Racing; Sebastián Torrico, que se fue a San Lorenzo; Alexis Castro, que arribó a Newell's Old Boys; entre otros.
En cuanto en el exterior fueron transferidos: Mauro Poy, fichado por Skoda Xanthi de Grecia; Mariano Donda, transferido al Al Wasl de Emiratos Árabes Unidos; Israel Damonte y Jorge Curbelo fichados por Nacional de Uruguay; Nicolás Olmedo, transferido a Barcelona de Guayaquil (Ecuador); Leonardo Sigali, que se fue a Dinamo Zagreb de Croacia; Gonzalo Díaz, que se fue a América de México y Sergio López, se fue a Unión Española de Chile; entre otros.
Godoy Cruz también aportó varios jugadores para la Selección Argentina mientras jugaban para el "Tomba", uno de los más destacados fue el de Constantino Urbieta Sosa, que fue convocado para jugar el «Mundial de Italia 1934», si bien fue oriundo de Paraguay, pero obtuvo la nacionalidad argentina, para jugar en la "Albiceleste". Otro aporte del "Expreso" ocurre en 2010, cuando Diego Armando Maradona decide convocar a Nicolás Olmedo para jugar el amistoso contra Haití; además, Maradona convocó a Nelson Ibáñez para disputar el encuentro amistoso contra Jamaica, en el cual, el arquero "tombino" fue titular. Otra convocatoria fue la de Ariel Rojas, que fue citado por el Sergio "Checho" Batista para entrenarse en el predio de Ezeiza teniéndolo en cuenta para la Selección local. En 2011 Alejandro Sabella cita a Diego Villar para jugar el amistoso en Córdoba (Argentina) contra Brasil.
Godoy Cruz también contribuía con algunos jugadores del extranjero, durante sus ciclos en el club, como el caso de Diego Figueredo en la Selección de Paraguay, Roberto Jiménez y Wilder Cartagena en la Selección de Perú, Armando Cooper en la Selección de Panamá y Jaime Ayoví en la Selección de Ecuador, entre otros jugadores, este último, participó en el «Mundial de Brasil 2014», meses antes de recalar al "Tomba".
Otros jugadores que ya cumplieron ciclo en Godoy Cruz y posteriormente tuvieron la ocasión de jugar en la Selección, entre los más relevantes son: Diego Pozo —convocado para el «Mundial de Sudáfrica 2010»—, Enzo Pérez —convocado para el «Mundial de Brasil 2014»— y Franco Di Santo —convocado para las «Eliminatorias»—, entre otros.
Además, en el extranjero fue el caso de Carlos Sánchez, quien fue citado en la Selección de Uruguay a partir de 2014, para disputar diversos amistosos.

### Ídolos del club
Estos son los ídolos históricos de Godoy Cruz Antonio Tomba, gran parte de estos jugadores se formó profesionalmente en el Tomba
- José "Tabaquillo" García
- Eduardo Castellani
- Domingo Rafael Godoy[189]
- Martín Unanúa
- Raúl Frigolé
- Orlando Vicente Garro
- Héctor "Chalo" Pedone[190]
- Orlando Cipolla
- Gregorio Garín
- Osvaldo Camargo
- Antonio Ciríaco Zapata
- Daniel Oldrá[191]
- Alejandro Abaurre[192]
- Claudio Manchado[193]
- Nicolás Olmedo
- David Ramírez
- Santiago García

### Jugadores destacados

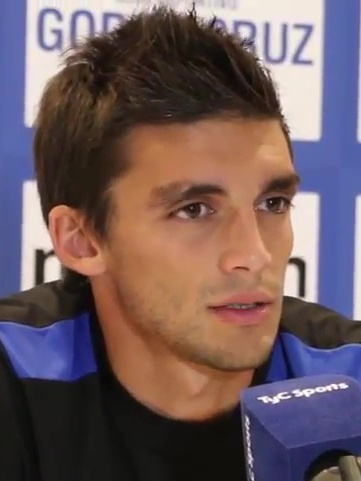
Juan Fernando Garro.

Estos son algunos jugadores del club, que han dejado un sello importante en la historia de Godoy Cruz, logrando históricas campañas en los campeonatos profesionales disputados por el equipo. Además en la lista, aparecen algunas figuras reconocidas por el fútbol grande y que pasaron por el Tomba:
- Constantino Urbieta Sosa
- Francisco Pozzoli
- Carlos Pappa
- Mario Sosa
- Juan Antonio Roco
- José Reynoso
- Norberto Vargas
- Antonio Bianchi
- José Tomba
- Luis Tinelli
- Alberto Mansilla
- Raúl Palacios
- Juan Bartolucci
- Severo Artal
- Alfredo Sainz
- Luis Amaya
- Jesús Elzo
- Alberto Roldán
- Juan Carlos Forti
- Miguel Ángel Albarracín
- Marcelo Bravi
- Alberto Castro
- Luis Méndez
- Osvaldo Almeida
- Rubén Hermes Almeida[194]
- Humberto Fabián Lentz
- Manuel Villalobos
- Fabián Basualdo
- Martín Astudillo
- Rafael Iglesias
- Diego Astudillo
- Pablo Aníbal Cuello
- Diego Enrique Dierna
- Diego Pozo[195]
- Alberto Naves
- Gustavo Lillo
- Eduardo Puppato
- Marcelo Daniel Suárez
- Alberto Nuñez
- Rubén Paz
- Juan Carlos Bermegui
- Daniel Dobrik[196]
- Daniel Giménez
- Marcelo Marcucci[197]
- Sebastián Torrico
- Mariano Torresi
- Enzo Pérez
- Mauro Poy[198]
- Darío Salomón[199]
- Jorge Curbelo[200]
- Jairo Castillo[201]
- Jonathan Schunke
- Federico Higuaín
- Lautaro Formica
- Nelson Ibáñez
- Diego Villar[202]
- Leonardo Sigali[203]
- Ariel Rojas[204]
- Carlos Sánchez[205]
- Leandro Caruso
- Iván Borghello
- Gabriel Vallés
- Rubén Ramírez
- Armando Cooper
- Nicolás Sánchez
- Leandro Grimi
- Jorge Carranza
- Mauro Óbolo
- Facundo Castillón
- Gonzalo Castellani
- Federico Lértora
- José Luis Fernández
- Claudio Aquino
- Jaime Ayoví
- Leandro Fernández
- Fernando Zuqui
- Rodrigo Rey
- Gastón Giménez
- Leonardo Burian
- Juan Fernando Garro
- Fabrizio Angileri
- Guillermo Fernández
- Ángel González
- Diego Viera
- Wilder Cartagena
- Renzo Tesuri
- Thomas Galdames

### Jugadores extranjeros
La siguiente lista nombra a los jugadores extranjeros que pasaron por su carrera futbolística en Godoy Cruz:
- Chile
  - Sebastián Pinto
  - Thomas Galdames
- Colombia
  - Martín Arzuaga
  - Jossimar Mosquera
  - Jairo Castillo
  - Carlos Alberto Valencia
  - Juan Andrés Bolaños
  - Kalazán Suárez
  - Jhostin Medranda
  - Juan José Pérez
- Ecuador
  - Franklin Salas
  - Jaime Ayoví
  - Kevin Mercado
  - Jeison Chalá
- Estados Unidos
  - Matías Soria
  - Leandro Soria
- Honduras
  - Wilmer Crisanto
- Italia
  - Francisco Pozzoli
- Panamá
  - Armando Cooper
  - Aníbal Godoy
- Paraguay
  - Constantino Urbieta Sosa
  - Diego Figueredo
  - Rolando Bogado
  - Salustiano Candia
  - José Devaca
  - Víctor Ferreira
  - Rolando García Guerreño
  - Eduardo Ledesma
  - Luis Armando Ovelar
  - Julio César Rodríguez
  - Cristian Báez
  - Iván Ramírez
  - Osmar Leguizamón
  - Gabriel Ávalos
  - Miguel Jacquet
  - Richard Prieto
  - Diego Viera
  - Danilo Ortiz
  - Cristian Colmán
  - Juan Espínola
  - José María Canale
  - Cristian Núñez
  - Kevin Parzajuk
- Perú
  - Roberto Jiménez
  - Wilder Cartagena
- Siria
  - Jalil Elías
- España /  Uruguay
  - Diego Poyet
- Uruguay
  - Rubén Paz
  - Diego Rodríguez
  - Washington Camacho
  - Claudio Milar
  - Álvaro Navarro
  - Carlos Sánchez
  - Jorge Curbelo
  - Fabricio Nuñez
  - Federico Pintos
  - Jonathan Ramis
  - Maximiliano Sigales
  - Felipe Rodríguez
  - Diego Riolfo
  - Leonardo Burian
  - Christian Almeida
  - Miguel Merentiel
  - Juan Pintado
  - Santiago Paiva
  - Enzo Larrosa
  - Marcos Montiel
  - Salomón Rodríguez

### Estadísticas
Estos son estadísticas de los jugadores que más partidos disputaron y de los que más goles convirtieron en la «Primera División», «B Nacional», «Copa Argentina», «Copa Libertadores de América» y «Copa Sudamericana».
Datos actualizados al 13 de enero de 2020.[cita requerida]

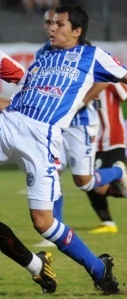
Leonardo Sigali

| Futbolista             | Presencias |
| ---------------------- | ---------- |
| Rafael Iglesias        | 257        |
| Juan Alejandro Abaurre | 251        |
| Nicolás Olmedo         | 228        |
| Sebastián Torrico      | 219        |
| Mariano Torresi        | 204        |
| Leonardo Sigali        | 202        |
| Daniel Oldrá           | 187        |
| Ariel Rojas            | 155        |
| Leopoldo de la Vega    | 154        |
| Diego Villar           | 147        |
| Claudio Manchado       | 144        |
| Lucas Ceballos         | 140        |
| Nelson Ibáñez          | 137        |
| Jorge Curbelo          | 135        |
| Diego Pozo             | 125        |

| Futbolista             | Goles |
| ---------------------- | ----- |
| Juan Alejandro Abaurre | 107   |
| Santiago García        | 51    |
| Daniel Gonzalo Giménez | 37    |
| Rubén Ramírez          | 33    |
| Juan Carlos Bermegui   | 28    |
| Matías Gigli           | 27    |
| Jaime Ayoví            | 26    |
| Leandro Caruso         | 26    |
| David Ramírez          | 21    |
| Mariano Torresi        | 20    |
| Mauro Óbolo            | 18    |
| Diego Villar           | 18    |
| Martín Ojeda           | 17    |
| Silverio Penayo        | 15    |
| Jairo Castillo         | 14    |

### Distinciones individuales
| Futbolista        | Distinción                                                                                              |
| ----------------- | --- |
| Alejandro Abaurre | Goleador del Torneo Nacional B 1994-95 -29 goles                                                        |
| Daniel Giménez    | Goleador de la B Nacional (Ap. 2002) - 13 goles                                                         |
| Matias Gigli      | Goleador de la B Nacional (Cl. 2003) - 12 goles                                                         |
| Nelson Ibáñez     | Premio Ubaldo Matildo Fillol al mejor arquero del Torneo Clausura 2010                                  |
| Rubén Ramírez     | Goleador del Torneo Apertura 2011 - 12 goles                                                            |
| Santiago García   | Ⅰ- Goleador de la Superliga 2017-18 - 17 goles Ⅱ- Premio SAF al mejor delantero de la Temporada 2017-18 |

## Entrenadores

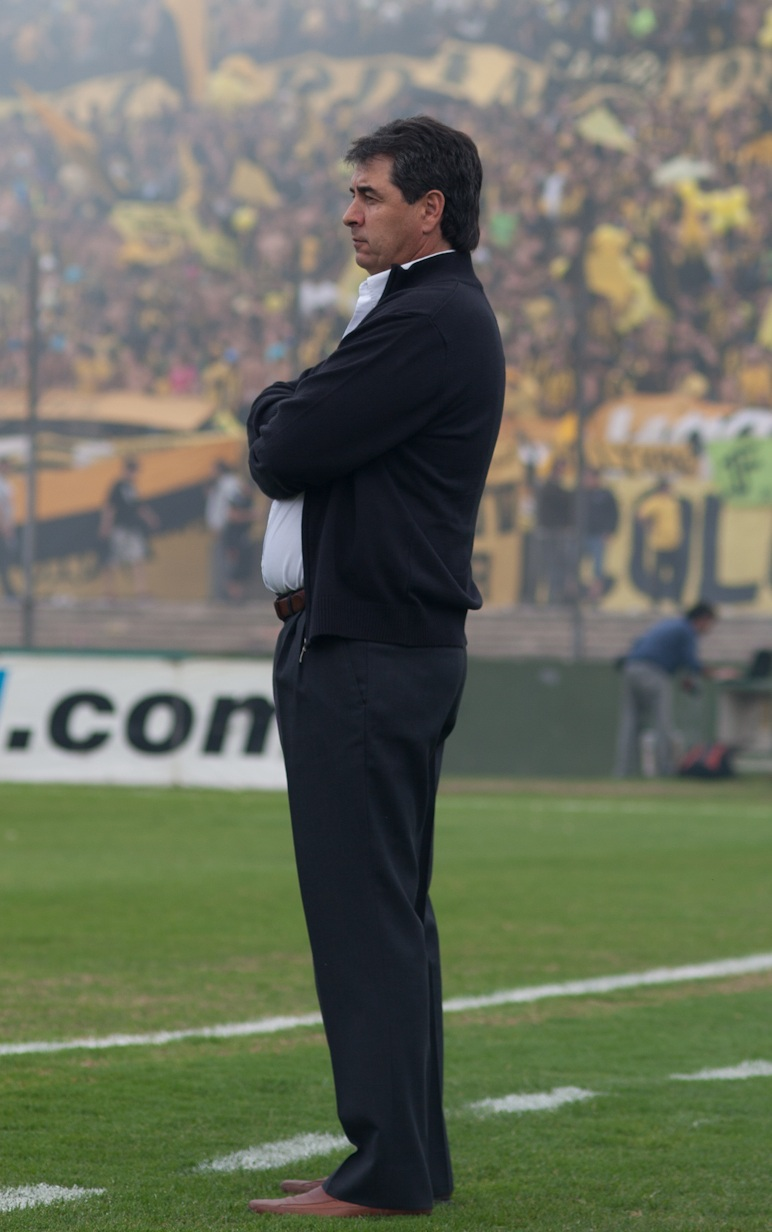
Jorge "Polilla" Da Silva logró con el "Bodeguero" la tercera posición del «Torneo Clausura 2011» y las clasificaciones a la «Copa Sudamericana 2011» y a la «Copa Libertadores 2012»

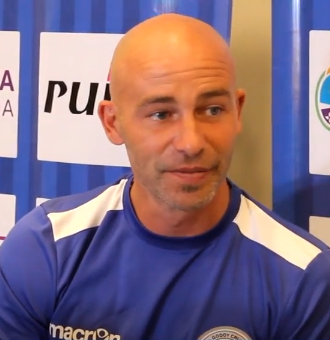
Sebastián Méndez, dirigiendo a Godoy Cruz, logró la clasificación a la «Copa Libertadores 2017».

Godoy Cruz ha tenido más de 75 entrenadores desde su fundación, de los cuales la gran parte fueron figuras del club y solo una minoría del ámbito nacional. Don Armando Potrillo, fue el primer entrenador profesional del equipo, asumiendo en 1931.
Algunos de los entrenadores más importantes de la historia de Godoy Cruz, son José "Tabaquillo" García, que logra obtener las primeras Ligas provinciales conduciendo para el equipo en la década del cuarenta; Gumersindo Alonso, por la década del cincuenta; Luis Alonso Pérez, Pastor Acosta Barreiro y Miguel Ángel Converti, por la década del sesenta; Orlando Vicente Garro, que dirigió técnicamente al "Tomba" en el «Torneo Nacional 1974»; entre otros tantos.
A nivel nacional, fue el caso de Alberto García Garro, que ha dirigido más de una vez al equipo, que logró el ascenso al «Nacional B» al salir campeón del «Torneo del Interior» —hoy «Torneo Federal A»— en 1994; otro técnico destacado de Godoy Cruz, fue Juan Manuel Llop, quien logró consagrarse campeón del «Apertura 2005» de la «Primera B Nacional» y campeón de la temporada, posteriormente.
Otros entrenadores relevantes fueron Omar Asad, que alcanzó el podio del «Clausura 2010» de la «Primera División», y tiempo después, la clasificación a la «Copa Libertadores 2011»; también se destaca la conducción técnica del uruguayo Jorge da Silva, que en 2011, repite la campaña exitosa de Godoy Cruz como en 2010, obteniendo la clasificación de dos torneos internacionales.
Sebastián Méndez y Diego Dabove lograron grandes campañas con Godoy Cruz en el campeonato local; con Méndez de entrenador en 2016, Godoy Cruz quedó a una unidad de jugar una final del campeonato de «Transición», y logró la clasificación a la «Copa Libertadores 2017», Dabove en 2018, logró con el equipo un histórico subcampeonato en la «Superliga».
Lucas Bernardi, dirigiendo a Godoy Cruz en las participaciones de «Copa Libertadores» de 2017 y 2019, obtuvo en ambas ocasiones la clasificación a <Octavos de final> del equipo, el mejor trayecto internacional del Tomba en la historia, hasta la fecha.
Además, Godoy Cruz, es el club argentino que más veces contrató a exfutbolistas que no jugaron nunca en el club, como entrenadores iniciales; en los casos del comienzo de la década del 2000 fueron los de Pedro Troglio en 2004, Omar Asad en 2010, Martín Palermo en 2012, Gabriel Heinze, en 2015, Diego Dabove en 2018, Marcelo Gómez en 2019 y Diego Flores en 2021.

### Cronología de entrenadores
- Don Armando Potrillo (1931-1932)
- Secundino Arrieta (1944)
- José García (1945)
- José García (1947 - 1949)
- Tomás Goldsacx (1949 - 1950)
- Gumersindo Alonso (1950 - 1951)
- Sixto Arrieta (1951)
- Enrique Moreno (1954)
- Luis Alonso Pérez (1964)
- Gregorio Garín (1965)
- Pastor Acosta Barreiro (1967-1968)
- Miguel Ángel Converti (1968-1969)
- Orlando Cipolla (1970)
- Orlando Vicente Garro (1974-1975)
- Orlando Cipolla (1976)
- Bernardino Prado (1977-1978)
- Aroldo Cortenova (1978-1980)
- Jorge Santilli (1980-1983)
- Eduardo Grispo (1986)
- Carlos Ramón Montagnoli (1987-1988)
- Alberto Isaías Garro (1989)
- Francisco Ontiveros (1990)
- Roberto Zywica (1991-1992)
- Alberto Isaías Garro (1993-1997)
- Humberto Grondona (h.) (1997)
- Eduardo Grispo (1998)
- Carlos Trullet (1999)
- Alberto García Garro (2000-2001)
- Luis Manuel Blanco (2001-2002)
- Jorge Ribolzi (2003)
- Luis Sosa / Cosme Zacantti (2003-2004)
- Pedro Troglio (2004)
- Juan Manuel Llop (2005-2007)
- Sergio Batista (2007)
- Daniel Oldrá (2007-2008)
- Diego Cocca (2008-2009)
- Daniel Oldrá (2009)[n. 11]
- Enzo Trossero (2009)
- Omar Asad (2010)
- Jorge Da Silva (2011)
- Nery Pumpido (2012)
- Daniel Oldrá (2012)[n. 11]
- Omar Asad (2012)
- Daniel Oldrá (2012)[n. 11]
- Martín Palermo (2012-2013)
- Jorge Almirón (2014)
- Daniel Oldrá (2014)[n. 11]
- Carlos Alberto Mayor (2014)
- Daniel Oldrá (2014-2015)
- Gabriel Heinze (2015)
- Daniel Oldrá (2015)[n. 11]
- Sebastían Méndez (2016)
- Lucas Bernardi (2016-2017)
- Mauricio Larriera[209] (2017)
- Diego Dabove (2018)
- Marcelo Gómez (2019)
- Lucas Bernardi (2019)
- Javier Patalano (2019)[n. 11]
- Daniel Oldrá (2019)[n. 11]
- Mario Sciacqua (2020)
- Diego Martínez (2020)
- Daniel Oldrá (2020-2021)[n. 11]
- Sebastían Méndez (2021-2021)
- Diego Flores (2021-2022)
- Favio Orsi/Sergio Gómez (2022)
- Diego Flores (2023)
- Daniel Oldrá (2023-2024)
- Ernesto Pedernera (2024-2025)
- Esteban Solari (2025)
- Walter Ribonetto (2025-)

### Cuerpo técnico
- Última actualización: 4 de febrero de 2023

| Cuerpo técnico |
| |
| - Director técnico: - Diego Flores - Ayudantes de campo: - Hernán Adrián González - Preparadores físicos: - Hernán Castex - Nicolás Czechowicz - Entrenador de arqueros: - Jose Luis Sallei - Traumatólogos: - Omar Mateo - Kinesiólogos: - José Rodríguez Buteler |
| |

| Cuerpo técnico de Reserva y LMF |
| |
| - Coordinador general: - Diego Márquez - Ayudantes de campo: - Miguel Nievas - Preparador físico: - Carlos Jofré - Entrenador de la División Reserva: - Javier Patalano - Entrenador de la Liga Mendocina de Fútbol: - Nelson Ibáñez |
| |

| Departamento de fútbol infantojuvenil |
| |
| - Entrenador de la Cuarta División - Manuel Villalobos - Entrenador de la Quinta División - Mauricio Magistretti - Entrenador de la Sexta División - Ernesto Pedernera - Entrenador de la Séptima División - Emanuel Oviedo - Entrenador de la Octava División - Mario Castro - Entrenador de la Novena División - Emanuel Guevara |
| |

## Palmarés
| Títulos Nacionales            | Títulos Nacionales | Títulos Nacionales |
| Competición                   | Títulos            | Subcampeonatos     |
| ----------------------------- | ------------------ | ------------------ |
| Primera División de AFA (0-1) |                    | 2017-18.           |
| Segunda División de AFA (1-1) | 2005-06.           | 2007-08.           |
| Tercera División de AFA (1-0) | 1993-94.           |                    |

| Otros Títulos Nacionales       | Otros Títulos Nacionales | Otros Títulos Nacionales |
| Competición                    | Títulos                  | Subcampeonatos           |
| ------------------------------ | ------------------------ | ------------------------ |
| Segunda División de AFA (1-0)  | 2005-A.                  |                          |
| Torneo de Reserva de AFA (1-0) | 2006-07.                 |                          |

| Títulos Regionales            | Títulos Regionales                                    | Títulos Regionales                                                |
| Competición                   | Títulos                                               | Subcampeonatos                                                    |
| ----------------------------- | ----------------------------------------------------- | ----------------------------------------------------------------- |
| Primera División de LMF (9-9) | 1944, 1947, 1950, 1951, 1954, 1968, 1989, 1990, 2012. | 1945, 1955, 1965, 1974, 1992-93, 1993-94, 1998-99, 2007, 2014-15. |
| Segunda División de LMF (1-0) | 1922.                                                 |                                                                   |

| Otros Títulos Regionales      | Otros Títulos Regionales                                | Otros Títulos Regionales |
| Competición                   | Títulos                                                 |                          |
| ----------------------------- | ------------------------------------------------------- | ------------------------ |
| Primera División de LMF (7)   | 1987-A, 1989-A, 1993-A, 1993-C, 2007-C, 2012-C, 2014-A. |                          |
| Copa Vendimia (9)             | 1965, 1966, 1969, 1970, 1990, 1993, 2002, 2015, 2016.   |                          |
| Torneo Preparación de LMF (1) | 1945.                                                   |                          |

| Títulos Amistosos                            | Títulos Amistosos                                  | Títulos Amistosos |
| Competición                                  | Títulos                                            |                   |
| -------------------------------------------- | -------------------------------------------------- | ----------------- |
| Torneo de San Rafael                         | 1926.                                              |                   |
| Torneo Reducido de LMF (3)                   | 1932, 1933 (Relámpago), 1960.                      |                   |
| Cuadrangular Mendoza (4)                     | 1945, 1957 (Nocturno), 1980, 1992 (Internacional). |                   |
| Copa General San Martín                      | 1965.                                              |                   |
| Cuadrangular Concepción - Chile (2)          | 1969, 1970.                                        |                   |
| Cuadrangular Internacional de Temuco - Chile | 1970.                                              |                   |
| Copa Radio Nihuil                            | 2003.                                              |                   |
| Copa Río IV "Ciudad de encuentros"           | 2006.                                              |                   |
| Cuadrangular Ciudad de Tandil                | 2009.                                              |                   |
| Torneo de Verano AFA - Ciudad de Mendoza (2) | 2012, 2018.                                        |                   |

## Clubes fundados en honor al C.D. Godoy Cruz Antonio Tomba
- Corporación Deportiva Godoy Cruz: «Godoy Cruz - Cali» es una joven institución de fútbol fundado en la ciudad de Santiago de Cali, Colombia en 2012. Es un club que se dedica a formar niños y jóvenes promoviendo el deporte, la recreación, la cultura y el sano esparcimiento, donde se inculcan valores y se implementan los procesos formativos del deporte en cada una de las etapas del desarrollo.El nombre de «Godoy Cruz» fue inspirado por los fundadores de la entidad caleña para que finalmente lo adopten, en el que además del nombre adoptaron el escudo y la camiseta del "Tomba" de una forma muy similar honrando de esa manera al club mendocino. Los simpatisantes "tombinos", enterados de la grata noticia, apoyan a su par colombiano a la distancia y ya comparten con los simpatizantes de Cali fotografías e historias a través de las redes sociales. En una entrevista realizada por los medios de Mendoza a Sigifredo Godoy —presidente del club "cafetero"—, dijo que «Todo es en honor a Godoy Cruz por su ejemplo a seguir» —también dijo que— «Sería un sueño para nosotros conocer Mendoza y el club que nos inspira todos los días. Cuantos clubes se pusieron Barcelona, River o Arsenal, nosotros elegimos llamarnos Godoy Cruz».[223] Lleva el apodo de "El Expreso Caleño". Actualmente juega la Tercera División de Colombia.[224][225]
- Fundación Godoy Cruz Antonio Tomba: «Fundación Godoy Cruz» es una institución fundada por el expresidente del "Tomba" Julio Vega el 10 de septiembre de 1987, representa a la ciudad de Dorrego, Guaymallén. Su sede está en Remedios de Escalada y Barranquero de la ciudad de Dorrego, no posee estadio propio por lo que juega sus partidos de local en el estadio de Chacras de Coria del departamento de Luján de Cuyo de la provincia de Mendoza. Su apodo es el "Funda".Actualmente disputa la Liga Mendocina de Fútbol.
- Club Godoy Cruz (Futsal): El «Club Godoy Cruz» de la ciudad de Río Grande, Tierra del Fuego, es un equipo de Fútbol de salón, lleva el apodo de "El Tomba Fueguino", actualmente disputa la primera división del «Futsal CAFS» de la provincia patagónica.
- Tomba Futsal Colonia: Es un equipo uruguayo de fútbol de salón de la localidad de Colonia. Fue fundado en el año 2014. Disputa la <División B> de «Liga de Futsal de Colonia».

Además, Godoy Cruz es homenajeado por varios equipos comunitarios de Argentina y el exterior, los cuales son:
- Antonio Tomba F.C.
- Godoy Cruz Zapala
- Tombino FC (Miami)
- FC Bodegueros (Coral Spring)

## Videojuegos
Son cada una de las licencias de videojuegos en los que estuvo integrado Godoy Cruz:
| - Dinamic Multimedia - PC Fútbol 6.0 - PC Fútbol Clausura 2000 - PC Fútbol 2001 | - Konami - Pro Evolution Soccer 2012 - Pro Evolution Soccer 2013 - Pro Evolution Soccer 2014 - Pro Evolution Soccer 2015 - Pro Evolution Soccer 2016 - Pro Evolution Soccer 2017 - Pro Evolution Soccer 2018 - Pro Evolution Soccer 2019 - eFootball Pro Evolution Soccer 2020 - eFootball Pro Evolution Soccer 2021 Season Update - eFootball 2023 - eFootball 2024 (como Godoy Cruz AB) | - EA Sports - FIFA 14 - FIFA 15 - FIFA 16 - FIFA 17 - FIFA 18 - FIFA 19 - FIFA 20 - FIFA 21 - FIFA 22 - FIFA 23 - EA Sports FC 24 - EA Sports FC 25 |